# Kalendarium inwazji Rosji na Ukrainę – grudzień 2022

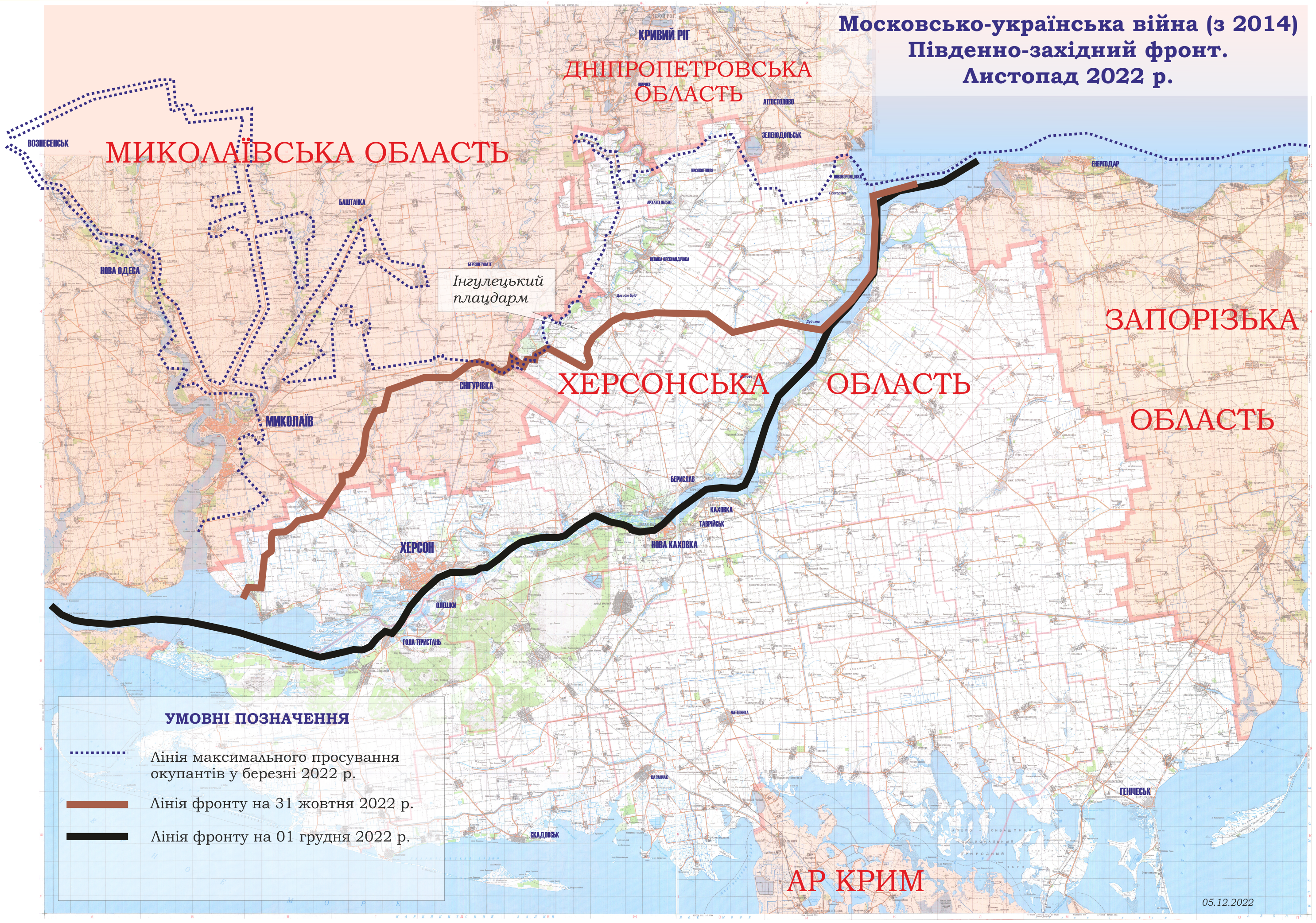
Front południowo-zachodni w listopadzie 2022 roku.

| 2022        | 2023        | 2024        | 2025    |
| ----------- | ----------- | ----------- | ------- |
| —           | styczeń     | styczeń     | styczeń |
| luty        | luty        | luty        |         |
| marzec      | marzec      | marzec      |         |
| kwiecień    | kwiecień    | kwiecień    |         |
| maj         | maj         | maj         |         |
| czerwiec    | czerwiec    | czerwiec    |         |
| lipiec      | lipiec      | lipiec      |         |
| sierpień    | sierpień    | sierpień    |         |
| wrzesień    | wrzesień    | wrzesień    |         |
| październik | październik | październik |         |
| listopad    | listopad    | listopad    |         |
| grudzień    | grudzień    | grudzień    |         |

## Grudzień 2022

### 1 grudnia

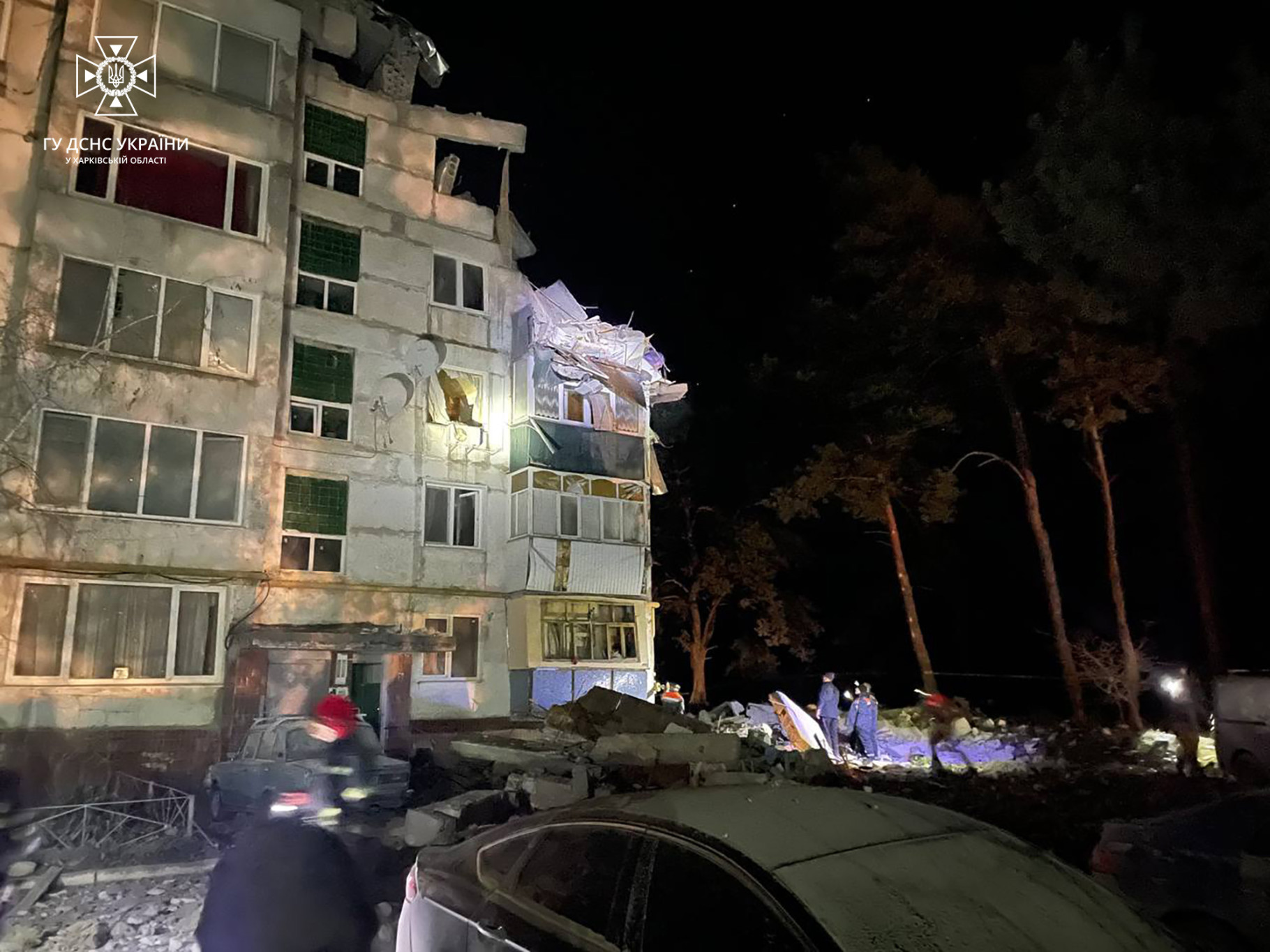
Budynek we wsi Kluhyno-Bashkyriwka w obwodzie charkowskim po rosyjskim ataku rakietowym; dwie osoby zostały ranne.

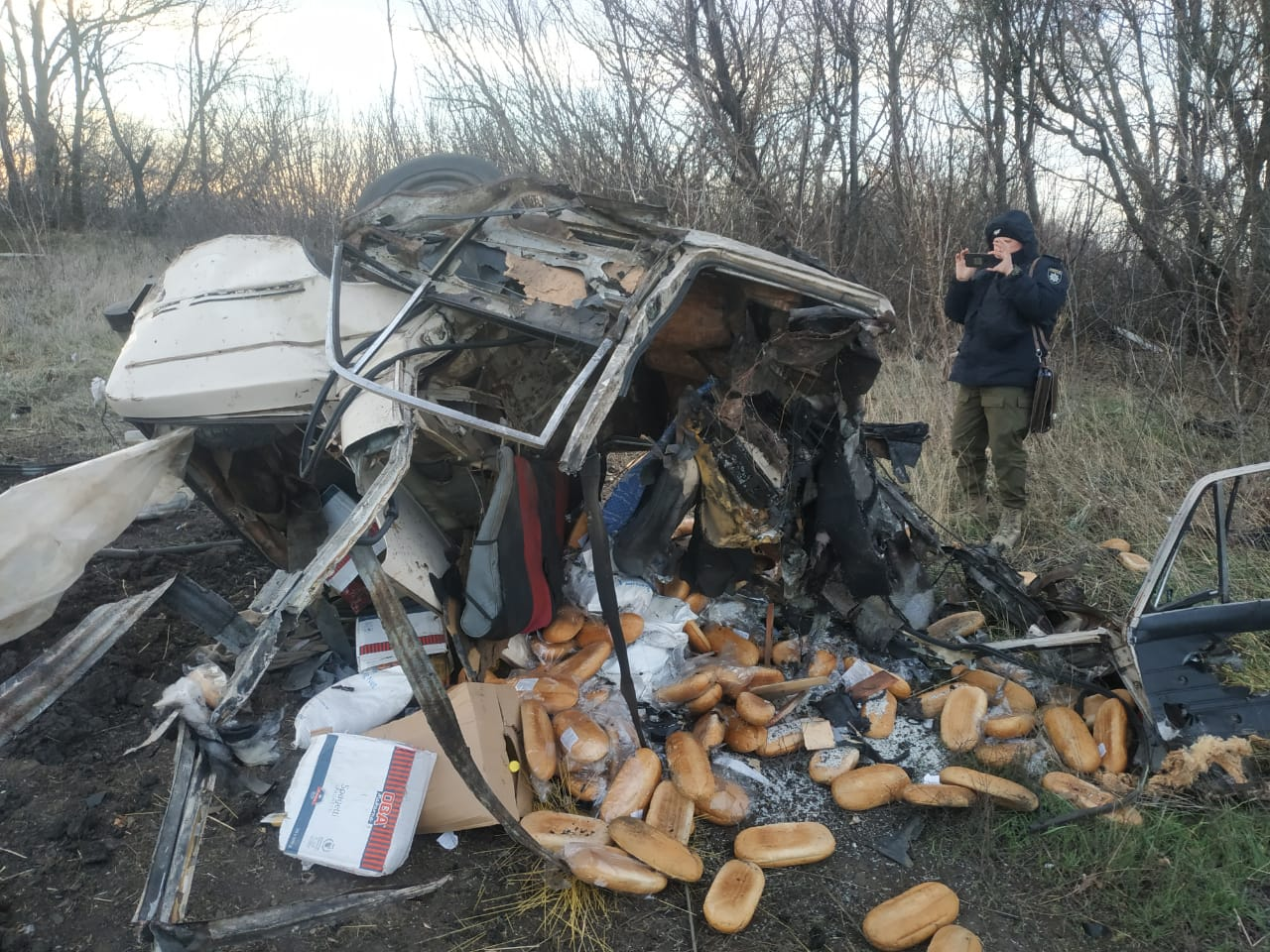
Cywilny samochód wysadzony w powietrze w rejonie Iziumu.

Według Sztabu Ukrainy siły rosyjskie atakowały na kierunku Bachmutu i Awdijiwki, z kolei Ukraińcy kontratakowali na kierunku Swatowego. Ukraińskie SZ odparły ataki rosyjskie m.in. w pobliżu Nowoseliwskiego, Stelmachiwki, Czerwonopopiwki i Biłohoriwki w obwodzie ługańskim oraz Hryhoriwki, Wiimki, Bachmutu, Opytnego, Kliszcziwki, Kurdiumiwki, Perwomajskego, Krasnohoriwki i Marjinki w obwodzie donieckim. W ciągu doby Rosjanie przeprowadzili pięć ataków rakietowych, 30 nalotów i ponad 35 ostrzałów, atakując infrastrukturę cywilną w obwodzie charkowskim, dniepropetrowskim (na Nikopol spadło ok. 40 pocisków) i donieckim. Ostrzelano również tereny wzdłuż linii frontu od Charkowa po Chersoń. Lotnictwo ukraińskie dokonało 8 nalotów na miejsca koncentracji żołnierzy i sprzętu oraz dwa stanowiska przeciwlotnicze; artyleria zaatakowała pięć punktów kontrolnych, obronę przeciwlotniczą, dwa magazyny amunicji i 9 miejsc koncentracji. Sztab potwierdził również, że w obwodzie zaporoskim zaatakowano miejsce koncentracji Rosjan w okolicach miejscowości Kamianske, w wyniku czego 100 osób zostało rannych. Z kolei w wyniku działań na kierunku Bachmutu do Gorłówki wywieziono 70 ciał rosyjskich żołnierzy. Generał Ołeksij Hromow poinformował, że Rosjanie umacniali swoje pozycje w obwodzie chersońskim na lewym brzegu Dniepru i koncentrowali dużą liczbę żołnierzy w okolicy granicy administracyjnej Krymu. Dodał także, że miasto Dżankoj i jego okolice zamieniły się w największą bazę wojskową na Krymie; według wywiadu w Medwidywce znajdowało się ok. 750 pojazdów wojskowych.
Doradca prezydenta Ukrainy Mychajło Podolak stwierdził, że od początku inwazji zginęło, zostało rannych lub trafiło do niewoli ok. 200 tys. rosyjskich żołnierzy. Później Podolak, powołując się na dane ze Sztabu Generalnego Ukrainy, podał, że do tej pory zginęło od 10 do 13 tys. żołnierzy ukraińskich i ok. 20 tys. cywilów, lecz te dane mogą być o wiele wyższe. Ponadto od początku wojny Ukrainę opuściło 14,5 mln uchodźców, w tym 12 mln u dało się do Unii Europejskiej.
Według brytyjskiego Ministerstwa Obrony wycofanie się Rosji z zachodniego brzegu Dniepru stworzyło siłom ukraińskim możliwość ataków na kolejne rosyjskie węzły logistyczne i linie transportowe, a to prawdopodobnie skłoniło rosyjską logistykę do przeniesienia węzłów zaopatrzeniowych dalej na południe i wschód Ukrainy. Zdaniem Ministerstwa „rosyjskie niedobory amunicji (spotęgowane przez wyzwania logistyczne) są prawdopodobnie jednym z głównych czynników ograniczających potencjał Rosji do ponownego rozpoczęcia skutecznych, zakrojonych na szeroką skalę ofensywnych operacji lądowych”. W opinii Institute for the Study of War (ISW) Alaksandr Łukaszenka mówił o rzekomym zagrożeniu dla Białorusi, aby uniknąć zaangażowania wojsk białoruskich w wojnę przeciwko Ukrainie. Oskarżył on Ukrainę i NATO o „rosnącą liczbę prowokacji przy granicy białorusko-ukraińskiej” i stwierdził, że Ukraina próbowała wciągnąć NATO w wojnę. Według Instytutu zaangażowanie Białorusi w wojnę było bardzo mało prawdopodobne. Tymczasem Rosjanie kontynuowali obronę przed ukraińską kontrofensywą wzdłuż linii Swatowe–Kreminna oraz robili stopniowe postępy w okolicach Bachmutu i atakowali w rejonie Awdijiwka–Donieck. Kontynuowali także działania obronne i przerzucanie żołnierzy na wschodnim brzegu Dniepru w obwodzie chersońskim. Z kolei rosyjskie ruchy wojskowe w obwodzie zaporoskim sugerowały, że wojsko rosyjskie nie było w stanie obronić ważnych obszarów w obliczu nasilających się ataków ukraińskich. Siły rosyjskie nadal wykorzystywały ukraińską ludność i infrastrukturę cywilną w celu wsparcia działań wojennych Rosji na Ukrainie. Ponadto rosyjscy urzędnicy kontynuowali próby integracji zajętych terytoriów z rosyjskimi sferami finansowymi i prawnymi.

### 2 grudnia
SG Ukrainy podał, że Rosjanie kontynuowali ataki na kierunkach Bachmutu i Awdijiwki. Siły ukraińskie odparły ataki w pobliżu Czerwonopopiwki w obwodzie ługańskim oraz Sołedaru, Opytnego, Newelskego, Krasnohoriwki i Marjinki w obwodzie donieckim. Wojsko rosyjskie przeprowadziło w sumie pięć nalotów rakietowych, 27 nalotów i 44 ostrzały z systemów rakietowych, atakując pozycje ukraińskie wzdłuż linii frontu i infrastrukturę cywilną; szczególnie w Zaporożu i w rejonie Nikopola, który został ostrzelany przez Grady i ciężką artylerię. Lotnictwo ukraińskie przeprowadziło 17 nalotów na miejsca koncentracji wojsk i trzy stanowiska przeciwlotnicze, z kolei artyleria zniszczyła pięć punktów kontrolnych, dwa składy amunicji i 11 miejsc koncentracji żołnierzy i sprzętu.
Brytyjskie MON poinformowało, że Rosja w dalszym ciągu angażowała dużą część wysiłku wojskowego i siły ognia w ok. 15 km linii frontu wokół miasta Bachmut, próbując je okrążyć od północy i południa. W ostatnich dniach Rosjanie zrobili niewielkie postępy na osi południowej, gdzie starali się umocnić przyczółki na zachód od obszaru wokół rzeki Bachmutka. Zdaniem Ministerstwa zdobycie miasta miałoby ograniczoną wartość operacyjną, lecz pozwoliłoby Rosji na ofensywę w kierunku Kramatorska i Słowiańska. Jednakże kampania była „nieproporcjonalnie kosztowna w stosunku do możliwych zysków”. W ocenie ISW Rosja próbowała wykorzystać chęć krajów zachodnich, aby doszło do negocjacji i dążyła do sytuacji, w której Zachód pójdzie na ustępstwa w celu zachęcenia Kremla do rozmów. Zdaniem ekspertów „Rosja skorzystałaby na tymczasowym porozumieniu z Ukrainą i krajami zachodnimi, owocującym pauzą operacyjną, która pozwoliłaby na wzmocnienie sił rosyjskich w celu dalszych operacji o maksymalistycznych celach”. Wojska rosyjskie w dalszym ciągu stanowiły zagrożenie dla ukraińskiej infrastruktury energetycznej, pomimo sukcesu obrony przeciwlotniczej. Tymczasem Ukraińcy zrobili lokalne postępy na północny i południowy zachód od Kreminnej. Z kolei siły rosyjskie poczyniły minimalne postępy w wokół Bachmutu i prowadziły ataki w rejonie Awdijiwka–Donieck. Rosjanie mogą mieć trudności z właściwym rozmieszczeniem wojsk na tyłach południowej Ukrainy z powodu ukraińskich ataków.
Według Ośrodka Studiów Wschodnich (OSW) siły rosyjskie opanowały odcinek ukraińskiej obrony na zachód od drogi i linii kolejowej Bachmut–Gorłówka oraz zbliżyły się od północnego i południowego wschodu do Siewierska. Rosjanie atakowali na południe i wschód od Bachmutu, na zachód od Gorłówki oraz na północ od Awdijiwki. Na zachód od Doniecka siły rosyjskie miały osiągnęły Marjinkę, na której obrzeżach toczyły się walki. Obie strony bez powodzenia atakowały na granicy obwodów charkowskiego i ługańskiego. W rejonie Kreminnej wojska ukraińskie zbliżyły się do miasta od północy. Rosyjska artyleria kontynuowała ataki na pozycje ukraińskie wzdłuż linii frontu. Celem ataków rakietowych były Dniepr, Mikołajów, Zaporoże i z jego okolice. Po ostrzałem znalazł się także Chersoń i Nikopol. W wyniku ostrzału ukraińskiego został uszkodzony most kolejowy pomiędzy Melitopolem a Tokmakiem.
Aby zmniejszyć wpływy ze sprzedaży rosyjskiej ropy, za pomocą której Rosja finansuje wojnę na Ukrainie, kraje UE oraz Australia, Japonia, Kanada, USA i Wielka Brytania ustaliły globalny pułap cenowy dla rosyjskiej ropy naftowej. Będzie obowiązywał od 5 grudnia 2022 roku i tym samym będzie aktywowany wraz z embargiem na import rosyjskiej ropy, o którym zdecydowała UE. Zgodnie z decyzją limit cenowy będzie poddawany przeglądowi co kilka miesięcy w celu uwzględnienia zmian rynkowych. Według Komisji Europejskiej kraje rozwijające się i wschodzące odniosą korzyści z pułapu cenowego. Dodatkowo pułap cenowy zwiększy skuteczność sankcji nałożonych na Rosję.

### 3 grudnia
Ukraińskie oddziały zwiadowcze dotarły na wschodni brzeg Dniepru, naprzeciw Chersonia i tam wciągnęły ukraińską flagę. Ukraiński Sztab podał, że Rosjanie atakowali na kierunku Bachmutu i Awdijiwki. SZ Ukrainy odparły ataki m.in. w okolicy Płoszczanki i Biłohoriwki w obwodzie ługańskim oraz Berestowego, Jakowlewki, Soledaru, Bachmuckiego, Opytnego, Andrijiwki, Kurdyumówki, Wodiane, Pierwomajskiego, Wesełego, Marjinki i Nowomychajliwki w obwodzie donieckim. Siły rosyjskie przeprowadziły 10 ataków rakietowych, 16 nalotów i ponad 30 ostrzałów z wyrzutni rakietowych, atakując pozycje ukraińskie i infrastrukturę cywilną m.in. w Szewczenkowem i Kramatorsku. Lotnictwo Ukrainy wykonało 22 naloty na miejsca koncentracji wojsk i trzy stanowiska przeciwlotnicze; artyleria zaatakowała dwa punkty kontrolne, magazyn amunicji i trzy miejsca koncentracji. Rzecznik Wschodniego Zgrupowania Wojsk Serhij Czerewaty stwierdził, że rejon Bachmutu był „najbardziej krwawym, brutalnym i ciężkim kierunkiem walk”, gdzie Rosjanie codziennie atakowali okolice miasta, a także Sołedaru, Kliszczijiwki i innych miejscowości.
Według ISW początek zimy może sprzyjać przyspieszeniu tempa operacji na wschodzie kraju, ponieważ w najbliższych tygodniach „ciągłe chłody pozwolą ziemi zamarznąć na obszarze walk, szczególnie na wschodniej Ukrainie, gdzie operacje po obu stronach zostały zatrzymane przez błoto”. Ministrowie obrony Rosji i Białorusi spotkali się w Mińsku w celu dalszego wzmocnienia dwustronnych relacji dotyczących bezpieczeństwa. Tymczasem siły ukraińskie dalej posuwały się na północny zachód od Kreminnej, natomiast Rosjanie kontynuowali ataki lądowe wokół Bachmutu, w rejonie miasta Awdijiwka–Donieck oraz w zachodnim obwodzie donieckim i wschodnim obwodzie zaporoskim. Departament Organizacyjno-Sztabowy Gwardii Narodowej Rosji potwierdził, że mobilizacja trwała pomimo ogłoszenia 31 października br. przez prezydenta Władimira Putina formalnego zakończenia częściowej mobilizacji.

### 4 grudnia
Sztab Ukrainy oświadczył, że Rosjanie nadal koncentrowali się na atakach w Donbasie, głównie w rejonie Bachmutu i Makiejewki oraz szlaku komunikacyjnego Swatowe–Kreminna. Siły ukraińskie odparły ataki m.in. w pobliżu Płoszczanki i Biłohoriwki w obwodzie ługańskim oraz Berestowego, Biłohoriwki, Jakowlewki, Soledaru, Bachmutskego, Opytnego, Kliszczijewki, Marjinki i Nowomychajliwki w obwodzie donieckim. Wojsko rosyjskie w ciągu doby przeprowadzili siedem ataków rakietowych, 32 naloty i ponad 50 ostrzałów pozycje ukraińskie i miejscowości wzdłuż linii frontu; zaatakowano ok. 20 miejscowości w obwodzie chersońskim, w tym Chersoń. Ukraińskie lotnictwo dokonało 18 nalotów na miejsca koncentracji wojsk i jeden system przeciwlotniczy, natomiast artyleria zniszczyła dwa punkty kontrolne, magazyn amunicji i miejsce koncentracji. Sztab potwierdził również, że SZ zaatakowały miejsce koncentracji w okolicy Jakymiwki, w wyniku czego zginęło ponad 10 żołnierzy, a ok. 30 zostało rannych.
Ministerstwo Obrony Wielkiej Brytanii poinformowało, że w ostatnich miesiącach znacząco zmniejszyła się ilość nalotów przeprowadzanych przez lotnictwo rosyjskie; z początkowych 300 lotów dziennie (marzec 2022) spadła do kilkudziesięciu dziennie (listopad/grudzień 2022). Do tej pory Rosja straciła w walkach ponad 60 samolotów, w tym Su-24M i Su-25 w ciągu ostatniego tygodnia. W opinii ISW władze USA błędnie oceniały, że w okresie zimowym dojdzie spowolnienia działań na froncie, z kolei zachodnie wsparcie dla ukraińskiej kontrofensywy w zimie będzie miało kluczowe znaczenie dla dalszego konfliktu. Ukraińscy urzędnicy wcześniej zapowiedzieli, że siły ukraińskie będą kontynuować działania kontrofensywne w czasie nadchodzącej zimy. Tymczasem źródła rosyjskie donosiły, że Ukraińcy kontynuowali kontrofensywę na kierunku Kreminnej i Svatowego. Z  kolei siły rosyjskie kontynuowały ataki wokół Bachmutu i Awdijiwki. Ponadto Rosjanie prawdopodobnie dokonali publicznej egzekucji mieszkańców obwodu ługańskiego pod zarzutem działalności partyzanckiej.

### 5 grudnia

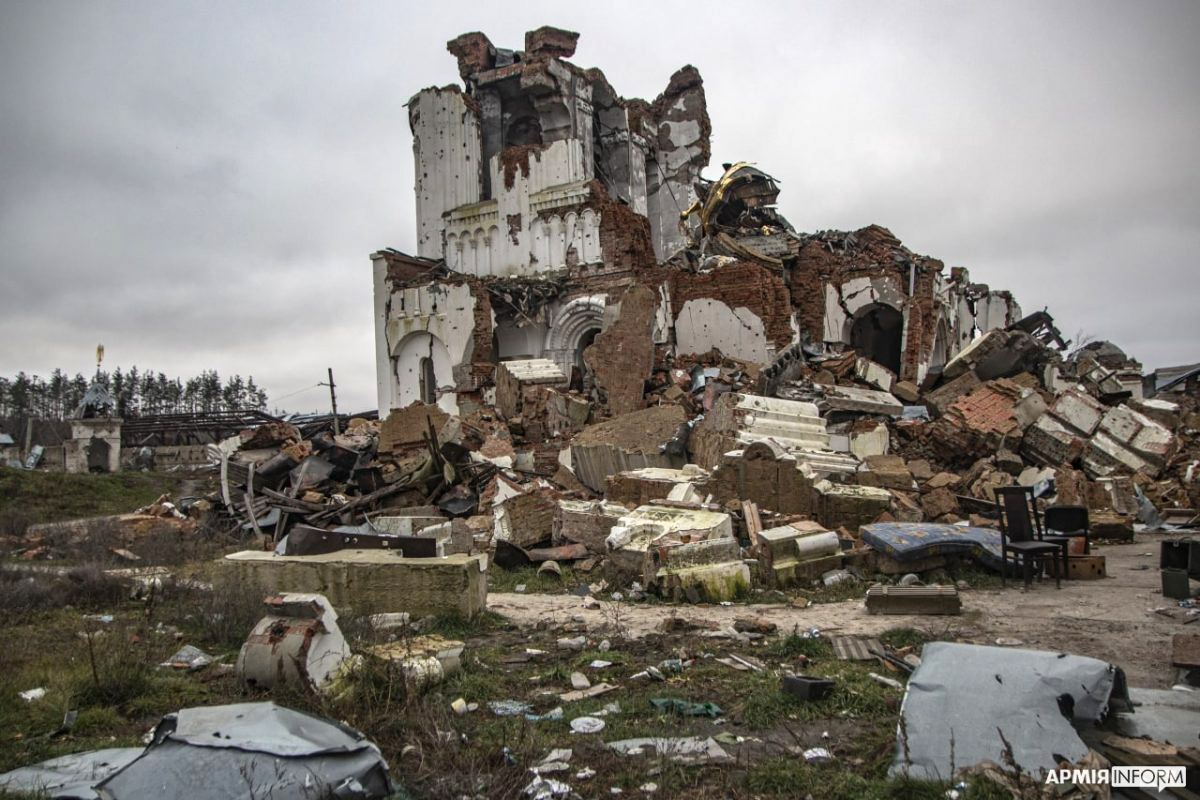
Cerkiew św. Jerzego w Ławrze Świętogórskiej (wieś Dołyna) po rosyjskim ostrzale z maju 2022 roku.

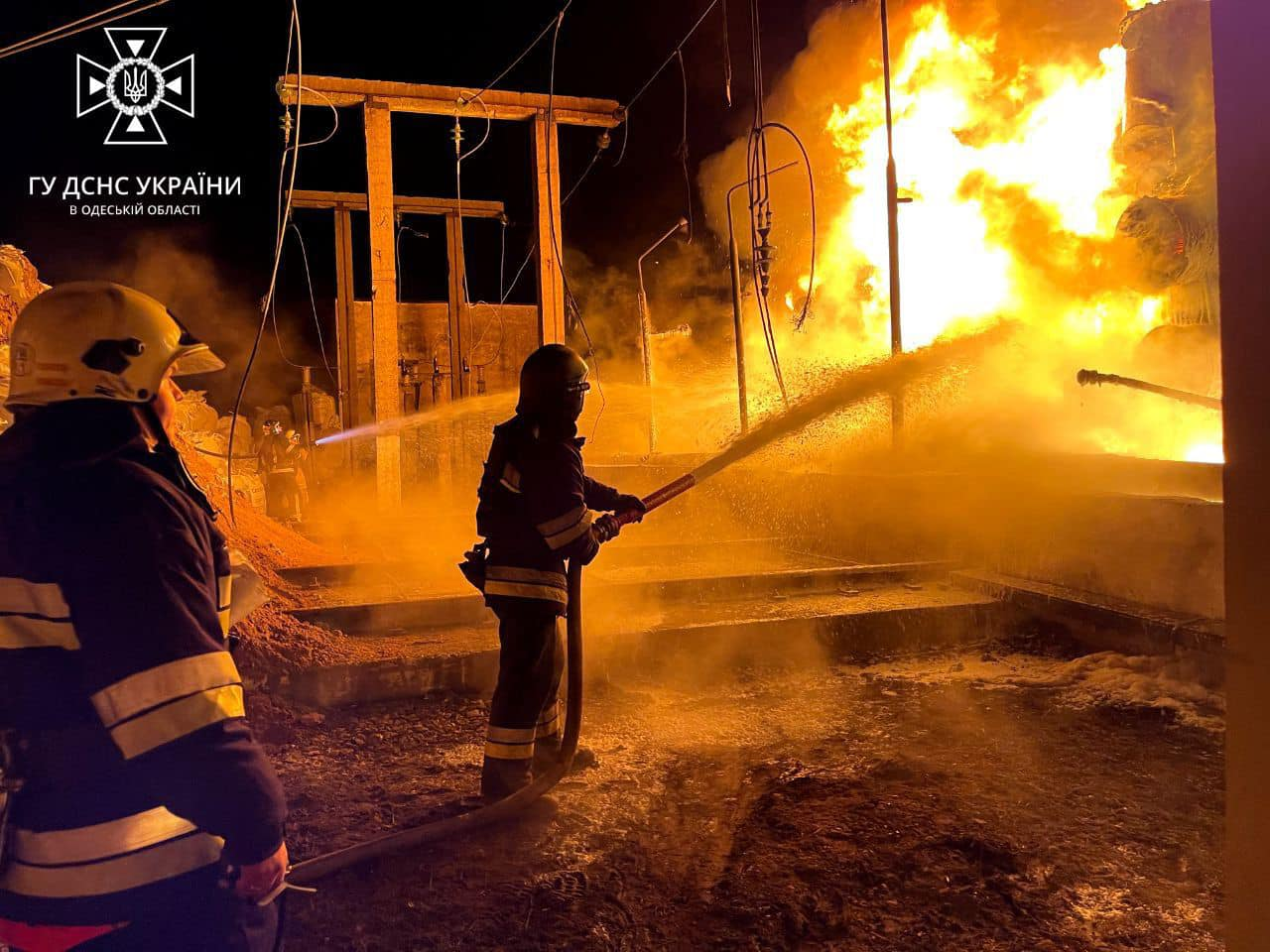
Gaszenie pożaru w obwodzie odeskim po rosyjskim ataku rakietowym. Uszkodzone zostały dwa obiekty infrastruktury krytycznej, co spowodowało przerwy w dostawie prądu i zanik dostaw wody.

Według SG Ukrainy siły rosyjskie starały się utrzymać zajęte obszary, powstrzymywać wojsko ukraińskie i budować umocnienia, jednocześnie kontynuując ataki na kierunkach Bachmutu i Awdijiwki. Ukraińcy odparli ataki w pobliżu Wierchnokamianskiego, Bachmutu, Andrijiwki, Jakowlewki, Sołedaru, Kurdiumówki, Krasnohoriwki w obwodzie donieckim. W ciągu 24h Rosjanie przeprowadzili 17 nalotów i 38 ostrzałów z systemów rakietowych, atakując infrastrukturę krytyczną i domy cywilne, m.in. w Zaporożu, Krzywym Rogu i Kupiańsku. Ostrzelano także ponad 20 miejscowości na prawym brzegu Dniepru i kontynuowano ataki na Chersoń. Lotnictwo ukraińskie przeprowadziło 15 nalotów na miejsca koncentracji żołnierzy i sprzętu oraz pięć stanowisk przeciwlotniczych. Artyleria uderzyła dwa punkty kontrolne i osiem obszarów koncentracji wojsk.
W godzinach porannych odnotowano eksplozje w dwóch rosyjskich bazach lotniczych; jedną w Engels-2 (w pobliżu miasta Engels, gdzie podobno zostały uszkodzone dwa Tu-95 oraz drugą w bazie lotniczej Diagilewo niedaleko Riazania, gdzie została zniszczona cysterna z paliwem oraz zginęły trzy osoby, a pięć zostało rannych. Rosyjskie Ministerstwo Obrony stwierdziło, że Ukraina próbowała zaatakować rosyjskie bombowce dalekiego zasięgu za pomocą radzieckich dronów odrzutowych, które następnie zostały zestrzelone na małej wysokości, gdy zbliżały się do baz lotniczych. Atak polegał na użyciu dronów Tu-141, które zostały wyciągnięte z magazynu i prawdopodobnie wyposażone w improwizowane materiały wybuchowe. Według  źródeł ukraińskich co najmniej jeden z ataków został przeprowadzony przez ukraińskie siły specjalne. Chociaż na zdjęciach satelitarnych bazy lotniczej Engels-2 nie widać żadnych znaczących uszkodzeń ani śladów spalenia, wizualnie potwierdzono, że co najmniej jeden bombowiec Tu-22M3 został lekko uszkodzony w bazie Diagilewo. 
Po atakach Rosja rozpoczęła kolejny zmasowany ostrzał rakietowy na Ukrainę, składający się z ok. 70 pocisków manewrujących (Ch-101, Ch-555, Ch-22, Ch-59, Ch-31P i Kalibr), wystrzelonych z bombowców i okrętów. Ukraina podała, że ponad 60 pocisków zostało zestrzelonych przez obronę przeciwlotniczą. W wyniku ostrzału zginęły cztery osoby (kilka zostało rannych) oraz zostały trafione budynki mieszkalne i obiekty infrastruktury krytycznej w Winnicy, Kijowie, Mikołajowie, Odessie i innych regionach kraju. Wystąpiły przerwy w dostawie prądu, zwłaszcza w obwodzie kijowskim, Krzywym Rogu i Odessie, gdzie z braku elektryczności nastąpiła także awaria wodociągu i ciepłownictwa. Rosja stwierdziła, że trafiono 17 celów na Ukrainie. Ponadto część jednej z rakiet spadła ponownie w granicach Mołdawii, w pobliżu miasta Bryczany.
W opinii ISW Rosjanie kontynuowali przymusowe wywożenie ukraińskich dzieci z obwodu donieckiego i ługańskiego pod pretekstem „specjalnej opieki medycznej”. Siły ukraińskie prawdopodobnie przeprowadziły ataki na dwie rosyjskie bazy lotnicze, „starając się przerwać rosyjskie ataki na ukraińską infrastrukturę krytyczną i zademonstrować zdolność do atakowania rosyjskich zasobów strategicznych” na tyłach. Tymczasem siły rosyjskie broniły swoich pozycji wzdłuż linii Swatowe–Kreminna. Robiły również stopniowe postępy w okolicach Bachmutu, jednak jeszcze nie otoczyły miasta oraz przeprowadziły ataki w rejonie Awdijiwka–Donieck. Źródła ukraińskie podały, że małe rosyjskie grupy szturmowe liczące 15-20 osób próbowały spenetrować ukraińskie linie obronne. Ponadto Główny Zarząd Wywiadu Ukrainy poinformował, że wojsko rosyjskie we współpracy z rosyjskim Ministerstwem Spraw Wewnętrznych podejmowało kroki w celu uruchomienia do lutego 2023 roku elektronicznej bazy danych w celu udokumentowania danych osobowych wszystkich żołnierzy i ograniczenia ich poruszania się nawet bez munduru.
Według OSW siły rosyjskie kontynuowały ataki na północny wschód i południe od Bachmutu. Walki trwały także na wschód od Siewierska i na zachód od Doniecka, gdzie siły ukraińskie odparły kolejne ataki. Obie strony miały bez powodzenia atakować na północ od Kreminnej. Według doniesień Ukraińcy atakowali na granicy obwodów charkowskiego i ługańskiego oraz podejmowali próby odbicia utraconych pozycji na południe od Bachmutu i na południe od Wuhłedaru. Z kolei rosyjskie ataki rakietowe na Dniepr, Kramatorsk, Krzywy Róg i Zaporoże doprowadziły do zniszczeń w ich rejonach przemysłowych. Rosyjska artyleria kontynuowała ataki na pozycje ukraińskie wzdłuż linii frontu oraz na obszarach przygranicznych. Pod ostrzałem znalazły się Chersoń i Nikopol. Natomiast celem ataków ukraińskich było m.in. zaplecze sił rosyjskich w Doniecku.

### 6 grudnia
Sztab Ukrainy poinformował, że Rosjanie koncentrowali się na atakach w kierunkach Łymanu, Bachmutu i Awdijiwki. Siły ukraińskie odparły ataki m.in. w okolicy Biłohoriwki oraz Wierchniokamianskiego, Spirnego, Jakowlewki, Bachmutu, Kurdiumówki, Nowobachmutiwki, Marjinki i Nowomychajliwki w obwodzie donieckim. Siły rosyjskie w ciągu doby przeprowadziły 10 ataków rakietowych, 33 naloty i 75 ostrzałów, atakując infrastrukturę cywilną i budynki mieszkalne m.in. w Kramatorsku, Krzywym Róogu i wsi Stepne w obwodzie zaporoskim. Ostrzeliwano także obszary wzdłuż linii frontu od Czernihowa po Chersoń i Mikołajów. Ukraińskie lotnictwo przeprowadziło 22 naloty na miejsca koncentracji wojsk i cztery stanowiska przeciwlotnicze, z kolei artyleria zniszczyła stanowisko dowodzenia, cztery miejsca koncentracji wojsk i artylerii oraz skład paliwa.
Rosyjski gubernator Kurska Roman Starowojt stwierdził, że ukraiński dron zniszczył zbiornik ropy w pobliżu bazy lotniczej. Nie było doniesień o ofiarach, a ogień został opanowany. Strona ukraińska nie skomentowała tych doniesień. Poinformowano również o próbie ataku dronami na lotnisko Belbek pod Sewastopolem. Według doniesień do ataku użyto zmodyfikowanego Tu-141. Kolejne dwa drony eksplodowały w fabryce Slava w obwodzie briańskim, spadając kilka metrów od zbiorników paliwa.
Aby utrzymać „równowagę między produkcją a zużyciem energii elektrycznej” po atakach na infrastrukturę energetyczną Ukrainy, państwowe przedsiębiorstwo energetyczne Ukrenergo wyłączyło dostawy prądu we wszystkich regionach Ukrainy. Nie miało to wpływu na infrastrukturę związaną z systemem. W obwodzie kijowskim połowa z 1,8 miliona ludzi była wcześniej pozbawiona prądu po tym, jak ukraińska elektrownia została ostrzelana 17 razy w ciągu ostatnich dwóch miesięcy.
Amerykańska telewizja ABC, powołując się na zachodnich urzędników, podała, że Rosjanie wykorzystali już wszystkie irańskie drony i oczekiwali na kolejne dostawy. Z kolei agencja dpa poinformowała, że „Iran planuje znacznie zwiększyć dostawy dronów i rakiet do Rosji”. Według ISW władze Rosji próbowały uciszyć niepokój społeczeństwa i odzyskać kontrolę nad przekazem dot. tematu następnej mobilizacji. Prezydent Władimir Putin zaostrzył także środki, które uniemożliwiły zmobilizowanym i ich rodzinom informowanie o problemach z mobilizacją. Tymczasem w Bachmucie trwały ciężkie walki. Rosjanie koncentrowali się na poprawie swoich pozycji taktycznych i przeprowadzaniu ataków wokół miasta oraz terenów na północ i południe od niego; siły rosyjskie zrobiły niewielkie postępy. Ukraińcy prawdopodobnie odnotowali zdobycze w północno-wschodnim obwodzie charkowskim, a wojsko rosyjskie przeprowadziło ograniczone ataki i skupiało się na obronie przed atakami ukraińskimi. Ponadto władze rosyjskie kontynuowały wzmacnianie środków bezpieczeństwa na zajętych terenach.

### 7 grudnia
Ukraiński SG poinformował, że siły rosyjskie kontynuowały ataki na kierunku Bachmutu i Awdijiwki. Ukraińcy odparli ataki m.in. w okolicy Ternowej; Stelmachiwki, Płoszczanki, Czerwonopopiwki i Biłohoriwki w obwodzie ługańskim oraz Berestowego, Jakowlewki, Bachmutśkego, Opytnego, Kurdiumiwki, Majorska, Marjinki i Nowomychajliwki w obwodzie donieckim. Wojska rosyjskie dokonały łącznie siedmiu ataków rakietowych, 16 nalotów i 40 ostrzałów z systemów rakietowych, atakując obszary wzdłuż całej linii frontu i co najmniej 14 miejscowości w obwodzie donieckim, w wyniku czego zniszczono i uszkodzono 35 obiektów cywilnych. Ukraińskie lotnictwo przeprowadziło 17 nalotów na miejsca koncentracji wojsk oraz dwa stanowiska przeciwlotnicze; artyleria zaatakowała sześć punktów kontrolnych, pięć obszarów koncentracji, stanowisko artyleryjskie i dwa składy amunicji. Ponadto Sztab podał, że Rosjanie planowali mobilizacje mieszkańców zajętych obszarów obwodu zaporoskiego (głównie w Melitopolu) w celu uzupełnienia bieżących strat. Siły rosyjskie ostrzelały Kurachowe w obwodzie donieckim, zabijając 8–10 cywilów i raniąc pięciu innych. Według prezydenta Zełenskiego siły ukraińskie wyzwoliły do tej pory spod rosyjskiej okupacji 1888 miast, jednak „prawie tyle samo ukraińskich miast i wsi” nadal znajdowało się w rękach rosyjskich.
Według CNN Ukraina w ostatnich miesiącach apelowała do administracji USA o dostarczenie ukraińskiemu wojsku amunicji kasetowej w przypadku gdy zapasy amunicji do systemów artyleryjskich M142 HIMARS i haubic 155 mm zaczną się znacznie zmniejszać.
Brytyjskie MON podało, że cześć 1 Gwardyjskiej Armii Pancernej została rozmieszczona wzdłuż linii obronnej w pobliżu Swatowego. Wcześniej jednostka poniosła ciężkie straty i została wycofana z obwodu charkowskiego, następnie wzmocniona rezerwistami, jednak będąc poniżej zakładanego stanu osobowego wynoszącego 25 tys. żołnierzy. Zdaniem Ministerstwa Rosja ukończyła budowę systemu okopów na długości 60 km pomiędzy Swatowem a granicą rosyjską. W opinii ISW przygotowywał społeczeństwo rosyjskie do długotrwałej wojny z Ukrainą. Rosjanie prawdopodobnie dostosowali irańskie drony Shahed 136 do warunków zimowych i po raz pierwszy od trzech tygodni wykorzystali je do ataku. Tymczasem siły rosyjskie prawdopodobnie zwiększyły tempo kontrataków we wschodnim obwodzie charkowskim i zachodnim obwodzie ługańskim. Rosjanie kontynuowali także ataki w rejonie Bachmutu i Awdijiwka–Donieck oraz obronę i reorientację wojsk we wschodnim obwodzie chersońskim. Ponadto władze rosyjskie prawdopodobnie przekształcały Mariupol w tylną bazę wojskową i logistyczną dla sił rosyjskich.
Według OSW Rosjanie nadal prowadzili ataki na południe od Bachmutu, lecz zostali powstrzymani w pobliżu Biłej Hory, 10 km na wschód od Konstantynówki, głównego węzła komunikacyjnego pomiędzy Donieckiem a Kramatorskiem. Trwały walki na południowych obrzeżach Bachmutu, na wschód od Siewierska, na północ od Awdijiwki oraz na zachód od Doniecka. Siły ukraińskie kontratakowały w rejonie Bachmutu, Wuhłedaru oraz na granicy obwodów donieckiego i zaporoskiego. Zmniejszyła się natomiast intensywność ataków na granicy obwodów charkowskiego i ługańskiego. Celem rosyjskich ataków rakietowych (i dronów) były Kramatorsk, Krzywy Róg i Zaporoże. Pod ostrzałem był także Chersoń, Nikopol i rejon Oczakowa. Rosyjska artyleria kontynuowała ataki na pozycje ukraińskie wzdłuż linii frontu. Ostrzał i bombardowania ukraińskie ograniczały się do głównych rejonów walk.

### 8 grudnia
Sztab Ukrainy podał, że Rosjanie prowadzili ofensywy na kierunku Bachmutu i Awdijiwki. Siły ukraińskie odparły ataki w okolicy Biłohoriwki oraz Kliszczijewki i Marjinki w obwodzie donieckim. W ciągu doby wojska rosyjskie przeprowadziły pięć ataków rakietowych, trzy naloty i 54 ostrzały z systemów rakietowych, atakując pozycje ukraińskie i tereny zaludnione wzdłuż linii frontu od Sum po Chersoń; m.in. ostrzelano 68 razy obwód chersoński za pomocą artylerii, wyrzutni rakietowych, czołgów i moździerzy (zginęły dwie osoby, a osiem zostało rannych). Artyleria ukraińska ostrzelała osiem punktów kontrolnych, 11 miejsc koncentracji żołnierzy i sprzętu oraz dwa magazyny amunicji. Potwierdzono także, że 7 grudnia w wyniku ataków na siły rosyjskie w pobliżu Berdiańska, Tokmaku, Melitopola, Enerhodaru, Dniprorudnego, Połoh i Wasylówki ok. 240 żołnierzy zostało rannych oraz zniszczono trzy magazyny amunicji i ok. 20 jednostek sprzętu. Energoatom poinformował, że siły rosyjskie sprowadziły na teren Zaporoskiej Elektrowni Jądrowej kilka wyrzutni BM-21 Grad, umieszczając je „obok bloku energetycznego nr 6, bezpośrednio przy terenie magazynu zużytego paliwa jądrowego, gdzie wcześniej budowane były jakieś "instalacje obronne", z naruszeniem wszelkich zasad bezpieczeństwa jądrowego i radiologicznego”. Według Energoatomu Rosjanie przygotowywali prowokację.
Według ISW pomimo sprzecznych sygnałów władze Rosji nie zrezygnowały z maksymalistycznych celów wojny na Ukrainie, czyli zmiany władzy i pozbawienia tego kraju możliwości obrony. Rzecznik Dmitrij Pieskow oświadczył, że obecnym celem Rosji jest zajęcie w całości czterech obwodów: donieckiego, ługańskiego, zaporoskiego i chersońskiego. Następnie Przewodniczący Kolegium Połączonych Szefów Sztabów generał Mark Milley stwierdził, że zimą mogą nasilić się walki na Ukrainie. Tymczasem siły rosyjskie umocniły pozycje w pobliżu Swatowego i przeprowadziły kontrataki pod Kreminną. Rosjanie kontynuowali także ataki w rejonie Bachmutu i Awdijiwka–Donieck. Ponadto urzędnicy rosyjscy zwiększyli środki bezpieczeństwa na zajętych terytoriach Ukrainy.

### 9 grudnia
Według SG Ukrainy odparto rosyjskie ataki w okolicy Płoszczanki, Newskiego, Biłohoriwki w obwodzie ługańskim oraz Jakowlewki, Bachmutskego, Podgorodnego, Bachmutu, Opytnego, Drużby, Kurdiumiwki, Pobiedy i Nowomychajliwki w obwodzie donieckim. W ciągu 24h siły rosyjskie przeprowadziły pięć ataków rakietowych, 20 nalotów i ponad 60 ostrzałów z wyrzutni rakietowych, atakując głównie infrastrukturę cywilną; rakiety spadły m.in. na Wełykę Pysariwkę oraz Komyszuwachę, Hryhoriwkę i Juljówkę w obwodzie zaporoskim. Ostrzelano także miejscowości w obwodzie donieckim, ługańskim i chersońskim. W wyniku ataku z systemu S-300 na rejon wełykopysariwski uszkodzone zostały budynki mieszkalne, straż pożarna, oddział banku i sklepy. Artyleria ukraińska zaatakowała cztery punkty kontrolne i pięć rejonów koncentracji żołnierzy i sprzętu. W ocenie Sztabu Rosjanie ponoszą straty również z powodu własnych ostrzałów, co „wynikało ze słabego wyszkolenia załóg czołgów i artylerii oraz szwankującej komunikacji między jednostkami”. Prezydent Wołodymyr Zełenski stwierdził, że sytuacja „w Bachmucie, Sołedarze, Marjince, Kreminnej pozostawała bardzo trudna”. Oskarżył także Rosję o „zrównanie z ziemią” Bachmutu po tygodniach nieustannego ostrzału przez siły rosyjskie.
Stany Zjednoczone zapowiedziały kolejny pakiet pomocy wojskowej dla Ukrainy o wartości 275 milionów dolarów, który obejmie m.in. sprzęt do zwalczania dronów, systemy obrony powietrznej, rakiety do wyrzutni M142 HIMARS, amunicję artyleryjską 155 mm, pojazdy wojskowe HMMWV i generatory prądu.
W opinii ISW prezydent Władimir Putin nadal próbował wykorzystać negocjacje z Ukrainą jako sposób na oddzielenie jej od zachodnich sojuszników, przedstawiając Kijów jako niechętny kompromisom, a nawet poważnej rozmowie. Wyżsi urzędnicy amerykańscy oświadczyli, że Rosja zapewniała Iranowi bezprecedensowy poziom wsparcia wojskowego i technicznego w zamian za irańskie systemy uzbrojenia. Tymczasem Rosjanie utworzyli linie obronne w pobliżu Swatowego, a siły rosyjskie i ukraińskie prowadziły ataki lądowe w okolicy Kreminnej. Wojsko rosyjskie kontynuowało ataki w pobliżu Bachmutu i Awdijiwki. Zdaniem Instytutu ukraińska kampania, mająca na celu atakowanie rosyjskich aktywów wojskowych i węzłów logistycznych na południu kraju prawdopodobnie zdegradowała siły rosyjskie, ich linie logistyczne i morale. Z kolei rosyjskie władze kontynuowały wzmacnianie fizycznej, prawnej i społecznej kontroli nad zajętymi terytoriami Ukrainy.

### 10 grudnia
Sztab Ukrainy podał, że odparto ataki w pobliżu Nowoselewskiego, Andrijiwki, Czerwonopopiwki, Żytliwki, Serebrianskego i Biłohoriwki w obwodzie ługańskim oraz Wierchniokamiańskiego, Sołedaru, Bachmuckiego, Podhorodnego i Bachmutu w obwodzie donieckim. Rosjanie w ciągu doby przeprowadzili trzy ataki rakietowe, 17 nalotów i ponad 60 ostrzałów z wyrzutni rakietowych, atakując pozycje ukraińskie i zaludnione obszary Ostrzelano m.in. 45 razy terytorium obwodu chersońskiego (zginęły dwie osoby) oraz 15 miejscowości w obwodzie charkowskim. Ukraińska artyleria uderzyła w trzy punkty kontrolne i trzy miejsca koncentracji rosyjskich wojsk. Ponadto w celu uzupełnienia personelu jednostek działających na kierunku Siewierodoniecka zintensyfikowano przymusową mobilizację na zajętych terytoriach obwodu ługańskiego. W mieście Krasnyj Łucz wzrosła liczba patroli, które sprawdzały dokumenty mężczyzn, wydawały wezwania i zawoziły ich do punktu zbiórki dla mobilizowanych. Rzecznik Wschodniej Grupy Wojsk Sił Serhij Czerewaty stwierdził, że Rosjanie koncentrowali się głównie na kierunku Bachmutu, próbując przebić się przez ukraińską obronę i wykorzystując do tego artylerię, systemy rakietowe i lotnictwo. Dodatkowo siły rosyjskie wysyłały do ataku oddziały szturmowe po 10–15 osób (zamiast batalionów), mające spenetrować ukraińską linię obrony. 
Ok. 21:00 czasu lokalnego Ukraina przeprowadziła atak rakietowy na rosyjską bazę wojskową w Melitopolu, w tym na rosyjskie koszary wojskowe; według prorosyjskich administratorów Melitopola cztery pociski trafiły w miasto. Mer Melitopola Iwan Fedorow stwierdził, że w wyniku ataku zginęło ponad 200 żołnierzy. Dodał także, że spłonął budynek kościoła, który „Rosjanie przejęli kilka miesięcy temu i zamienili w swoją kryjówkę”. Według członka władz okupacyjnych Władimira Rogowa Ukraińcy dokonali ataku za pomocą systemu HIMARS.
W godzinach nocnych Rosja przeprowadziła atak dronami na terytorium Ukrainy. 10 z 15 z nich zostało zestrzelonych nad obwodami chersońskim, mikołajowskim i odeskim. Według gubernatora Maksyma Marczenki Rosja użyła irańskich dronów do ataku na kilka obiektów energetycznych w Odessie, w wyniku czego załamała się tam sieć energetyczna, pozostawiając całą infrastrukturę cywilną i 1,5 miliona ludzi bez prądu; prąd był dostępny tylko dla obiektów o znaczeniu systemowym, takich jak szpitale, kliniki położnicze, przepompownie itp. Dostawca energii DTEK poinformował, że rozmiary zniszczeń były ogromne. Według Ministerstwa Energetyki pełne przywrócenie sieci energetycznej w Odessie może zająć 2–3 miesiące. Gubernator zaapelował do rodzin, które nie mają dostępu do prądu, aby w miarę możliwości opuściły region.
ISW podał, że współpracownicy Putina z separatystycznych republik krytykowali go, twierdząc, że jego wieloletnie rządy w Rosji nie były do końca udane. Wskazywali także na problemy z odparciem wojsk ukraińskich z Doniecka, ogólną „ochronę” Donbasu i skorumpowane otoczenie prezydenta. Dodatkowo władze rosyjskie w coraz większym stopniu „importowały” czeczeńskich urzędników i żołnierzy, którzy zasilali szeregi reżimy administracyjne na zajętych terytoriach ukraińskich. Z kolei The Times poinformował, że Pentagon wyraził „milczące poparcie” Ukrainie na atakowanie celów wojskowych w Rosji. Tymczasem Rosjanie przeprowadzili ataki na ukraińską infrastrukturę przy użyciu większej liczby dronów niż w ostatnich tygodniach. Siły ukraińskie kontynuowały kontrofensywę w kierunku Swatowego, a siły rosyjskie i ukraińskie przeprowadziły ataki pod Kreminną. Siły rosyjskie kontynuowały także próby ataków w kierunku Bachmutu i w rejonie Awdijiwka–Donieck oraz obronę swoich pozycji w zachodnim obwodzie donieckim. Ponadto Rosjanie w obwodzie donieckim podobno przejmowali cywilny sprzęt użytkowy do budowy struktur obronnych.

### 11 grudnia
Według SG Ukrainy Rosjanie próbowali przebić się przez obronę ukraińską na kierunkach Bachmutu i Awdijiwki. Ukraińcy odparli ataki m.in. w pobliżu Stelmachiwki i Makiejewki w obwodzie ługańskim oraz Wierchniokamianskego, Biłohoriwki, Sołedaru, Jurijówki, Krasnohoriwki, Marjinki, Nowomychajliwki i Wremiwki w obwodzie donieckim. Siły rosyjskie przeprowadziły dwa ataki rakietowe na cywilną infrastrukturę Kostiantynówki, 11 nalotów na pozycje ukraińskie wzdłuż linii frontu i ponad 60 ostrzałów na infrastrukturę cywilną w Chersoniu i pozycje ukraińskie. W godzinach nocnych Rosjanie wystrzelili co najmniej 50 pocisków z „Gradów” na obwód dniepropetrowski. Ostrzeliwano również obszary wzdłuż linii frontu od Charkowa po Chersoń. Lotnictwo ukraińskie dokonało 14 nalotów na miejsca koncentracji żołnierzy i sprzętu oraz stanowisko przeciwlotnicze. Artyleria zniszczyła 9 punktów kontrolnych, 17 miejsc koncentracji wojsk i artylerii oraz dwa magazyny amunicji. Później Serhij Hajdaj poinformował, że w Kadyjewce doszło do wybuchu w hotelu, w którym znajdowała się siedziba Grupy Wagnera, dodając, że „straty wroga były znaczne”.
Prezydent Zełenski zaapelował do grupy G7 o czołgi, artylerię i broń dalekiego zasięgu. W odpowiedzi G7 zobowiązało się do spełnienia wymagań Ukrainy.
Zachodnie służby wywiadowcze oszacowały, że zarówno Ukraina, jak i Rosja wystrzeliwały dziennie od 10 tys. do 20 tys. pocisków artyleryjskich, co prowadziło do poważnych problemów logistycznych i zaopatrzeniowych dla obu walczących stron. Brytyjskie Ministerstwo Obrony podało, że wypowiedzi rosyjskiego rzecznika Dmitrija Pieskowa sugerowały, że Rosja dążyła do zdobycia pełnej kontroli nad całym obwodem donieckim, ługańskim, zaporoskim i chersońskim, jednak dowództwo skupiało się głównie na obwodzie donieckim. W opinii Ministerstwa siły rosyjskie, mimo ciągłego ostrzału miast i infrastruktury krytycznej, raczej nie poczynią znaczących postępów operacyjnych w ciągu najbliższych kilku miesięcy. Według ISW Białoruś raczej nie zaatakuje Ukrainy, a jeśli do tego dojdzie, to siły białoruskie „nie będą w stanie osiągnąć znaczącego sukcesu operacyjnego”. Białoruś nadal będzie pomagać Rosji, jednak nie wyśle swojej armii; w najgorszym przypadku „zmusi Ukrainę do czasowego przerzucenia części sił i sprzętu z obecnych linii frontu”. Rosyjski blogger wojenny stwierdził, że Rosjanie przetransportowali ponad 200 sztuk sprzętu z kierunku Chersonia na Kupiańsk, z kolei materiały filmowe ukazywały rosyjskie czołgi T-90 w obwodzie ługańskim kierujące się na zachód. Urzędnik ukraiński podał, że większe zgrupowanie wojsk rosyjskich nie stanowiło wówczas zagrożenia. Tymczasem źródła ukraińskie i rosyjskie donosiły, że walki toczyły się wzdłuż linii Swatowe–Kreminna i w pobliżu Łymanu w złych warunkach pogodowych. Siły rosyjskie osiągnęły niewielkie zdobycze terytorialne wokół Bachmutu, gdyż źródła rosyjskie i ukraińskie donosiły o trwających walkach na tym obszarze. Źródła rosyjskie i ukraińskie twierdziły także, że Ukraińcy zaatakowali Skadowsk, Hołą Prystań, Oleszki i Nową Kachowkę, wzdłuż głównych rosyjskich linii logistycznych.

### 12 grudnia
Sztab Ukrainy podał, że siły rosyjskie koncentrowały się na atakach na kierunkach Łymanu, Bachmutu, Awdijiwki i Zaporoża, jednocześnie powstrzymując działania sił ukraińskich na innych kierunkach i ostrzeliwując pozycje ukraińskie i obiekty cywilne. Wojsko ukraińskie odparło ataki m.in. w okolicy Nowoselewskiego, Stelmachiwki, Makiejewki, Czerwonopopiwki i Biłohoriwki w obwodu ługańskim oraz Wierchniokamianskiego, Sołedaru, Jakowlewki, Kliszczijewki, Kurdiumiwki, Majorska i Marjinki w obwodzie donieckim. W ciągu dnia Rosjanie przeprowadzili siedem ataków rakietowych, z czego pięć trafiło w infrastrukturę cywilną Kostiantynówki oraz 79 ostrzałów, w szczególności na Chersoń i okolice (odnotowano ofiary cywilne), który ostrzelano ponad 50 razy. Wojska rosyjskie ostrzelały także centralną część miasta Hirnyk wykorzystując amunicję kasetową i wyrzutni Uragan; dwie osoby zginęły, a 10 zostało rannych. Lotnictwo Ukrainy dokonało pięciu nalotów na miejsca koncentracji wojsk, z kolei artyleria uderzyła w dwa punkty kontrolne, sześć miejsce koncentracji oraz magazyn paliw i smarów. Ponadto w obwodzie chersońskim dowództwo rosyjskie dokonało rotacji poszczególnych jednostek, natomiast w dniach 10 i 11 grudnia zauważono wycofanie się Rosjan z rejonów miejscowości Nowomykołajiwka i Michajłówka. W godzinach wieczornych pojawiły się doniesienia o uszkodzeniu przez siły ukraińskie mostu drogowego, łączącego Melitopol z Kostiantyniwką; był on jednym z obiektów ważnych strategiczne, którym Rosjanie transportowali żołnierzy i sprzęt.
Minister obrony Ołeksij Reznikow stwierdził, że pogoda znacznie wpłynęła na sytuację na froncie i zapowiedział, że siły ukraińskie prawdopodobnie wznowią kontrofensywę, gdy grunt zamarznie, co pozwoli na transport sprzętu wojskowego. W ocenie ISW wojskowi z USA zaczęli zmieniać zdanie nt. prawdopodobieństwa ukraińskich operacji wojskowych w zimie, twierdząc, że stają się coraz bardziej optymistyczne. Jeden z urzędników w departamencie obrony stwierdził, że „Ukraińcy mogą dobrze walczyć również w warunkach zimowych”. Tymczasem Rosjanie kształtowali i konsolidowali  swoje siły we wschodniej Ukrainie, aby wzmocnić obronę przed ukraińskimi kontrofensywami w pobliżu granicy z obwodem charkowsko-ługańskim i wspierać ograniczone ataki w obwodzie donieckim. Siły rosyjskie kontynuowały ograniczone ataki w pobliżu Swatowego i Kreminnej oraz w rejonach Bachmutu i Awdijiwka–Donieck. Prowadziły także operacje obronne na południowy zachód od Doniecka. Z kolei Ukraińcy atakowali tylne obszary w obwodzie ługańskim i dalszym ciągu atakowali rosyjskie aktywa wojskowe i węzły logistyczne wzdłuż krytycznych linii komunikacyjnych na południu kraju. Ponadto wojska rosyjskie umacniały północne plaże Krymu wzdłuż wybrzeża Morza Czarnego.
Według OSW siły rosyjskie zdobyły południowe i wschodnie granice Bachmutu. Według niektórych źródeł walki toczyły się w rejonie przemysłowym na wschodzie miasta. Siły ukraińskie odparły kolejne ataki na północny wschód od Bachmutu, na wschód i północ od Siewierska, na zachód od Gorłówki, na północ od Awdijiwki oraz na zachód od Doniecka. Obie strony podejmowały działania zaczepne na granicy obwodów charkowskiego i ługańskiego, na północ i zachód od Kreminnej oraz w zachodnim obwodzie donieckim. Rosjanie wzmocnili swoje zgrupowanie w rejonie Swatowego, zaś Ukraińcy – w Bachmucie. Celem ataków rakietowych Rosjan były Konstantynówka, Kupiańsk, Mikołajów, okolice Zaporoża, Charków, Nikopol i rejon Oczakowa. Rosyjska artyleria kontynuowała ataki na pozycje ukraińskie wzdłuż linii frontu i na obszarach przygranicznych. Głównymi celami ataków ukraińskich były Melitopol i Swatowe.

### 13 grudnia
SG Ukrainy poinformował, że odparto rosyjskie ataki w pobliżu Hryanikiwki w obwodzie charkowskim; Nowoseliwskiego, Czerwonopiwki i Biłohoriwki w obwodzie ługańskim oraz Biłohoriwki, Sołedaru, Bachmuckiego, Bachmutu, Kurdiumiwki, Nevelskego, Marjinki, Pobiedy i Nowomychajliwki w obwodzie donieckim. W ciągu doby Rosjanie dokonali jednego nalotu, 11 ataków rakietowych, w tym trzy na infrastrukturę cywilną w obwodzie charkowskim, donieckim i zaporoskim oraz 60 ostrzałów w systemów rakietowych. Siły rosyjskie przeprowadziły również atak rakietowy na Kupiańsk za pomocą systemu S-300; jedna z rakiet trafiła w budynek administracyjny, który został całkowicie zniszczony. Artyleria ukraińska zaatakowała dwa punkty kontrolne i czety miejsca koncentracji żołnierzy. Sztab potwierdził także, że w Nowoajdarze zginęło ponad 15 żołnierzy rosyjskich, z kolei w obwodzie zaporoskim 100 wojskowych zostało rannych oraz został zniszczony skład amunicji. Szef DRL Dienis Puszylin stwierdził, że połowa obwodu donieckiego znajdowała się pod kontrolą rosyjską. Ponadto Rosja na terenie Białorusi prowadziła pewną formę mobilizacji, w ramach której mężczyźni musieli się zgłosić do wojska i wszelkimi możliwymi sposobami starano się uniemożliwić im opuszczenie kraju.
Stacja CNN i agencja Reuters podały, że Stany Zjednoczone finalizowały plan dotyczący przekazania Ukrainie systemów Patriot. Plan wymagał podpisów sekretarza obrony Lloyda Austina i prezydenta Joe Bidena. Według ISW w Rosji nasiliła się krytyka ministerstwa obrony ze strony „patriotycznych blogerów” wojskowych. Z kolei ćwiczenia ogłoszone na Białorusi, nie wyglądały na przykrywkę dla koncentracji sił białoruskich i rosyjskich w pobliżu pozycji odpowiednich do inwazji na Ukrainę. W ramach inspekcji, część wojsk była kierowana na poligony w kraju, do prac inżynieryjnych oraz do ćwiczenia przepraw przez rzeki Niemen i Berezynę. Tymczasem Rosjanie przeprowadzili ograniczone kontrataki w pobliżu Svatowego i Kreminnej oraz poczynili niewielkie postępy w wokół Bachmutu i kontynuowali ataki w pobliżu Awdijiwki i Wuhłedaru. Siły rosyjskie prawdopodobnie wycofywały się z niektórych obszarów na południe od Dniepru, kontynuując umacnianie dalszych pozycji w obwodzie chersońskim.
Międzynarodowa konferencja darczyńców w Paryżu zadeklarowała pomoc w wysokości ok. 1 miliarda euro dla Ukrainy. Prezydent Ukrainy oszacował potrzeby energetyczne ogarniętego wojną kraju na ok. 800 mln euro w zimie 2022/2023. Na tle ataków na infrastrukturę energetyczną Ukraina potrzebowała agregatów prądotwórczych, transformatorów, narzędzi i części zamiennych do naprawy linii wysokiego napięcia i turbin gazowych.

### 14 grudnia

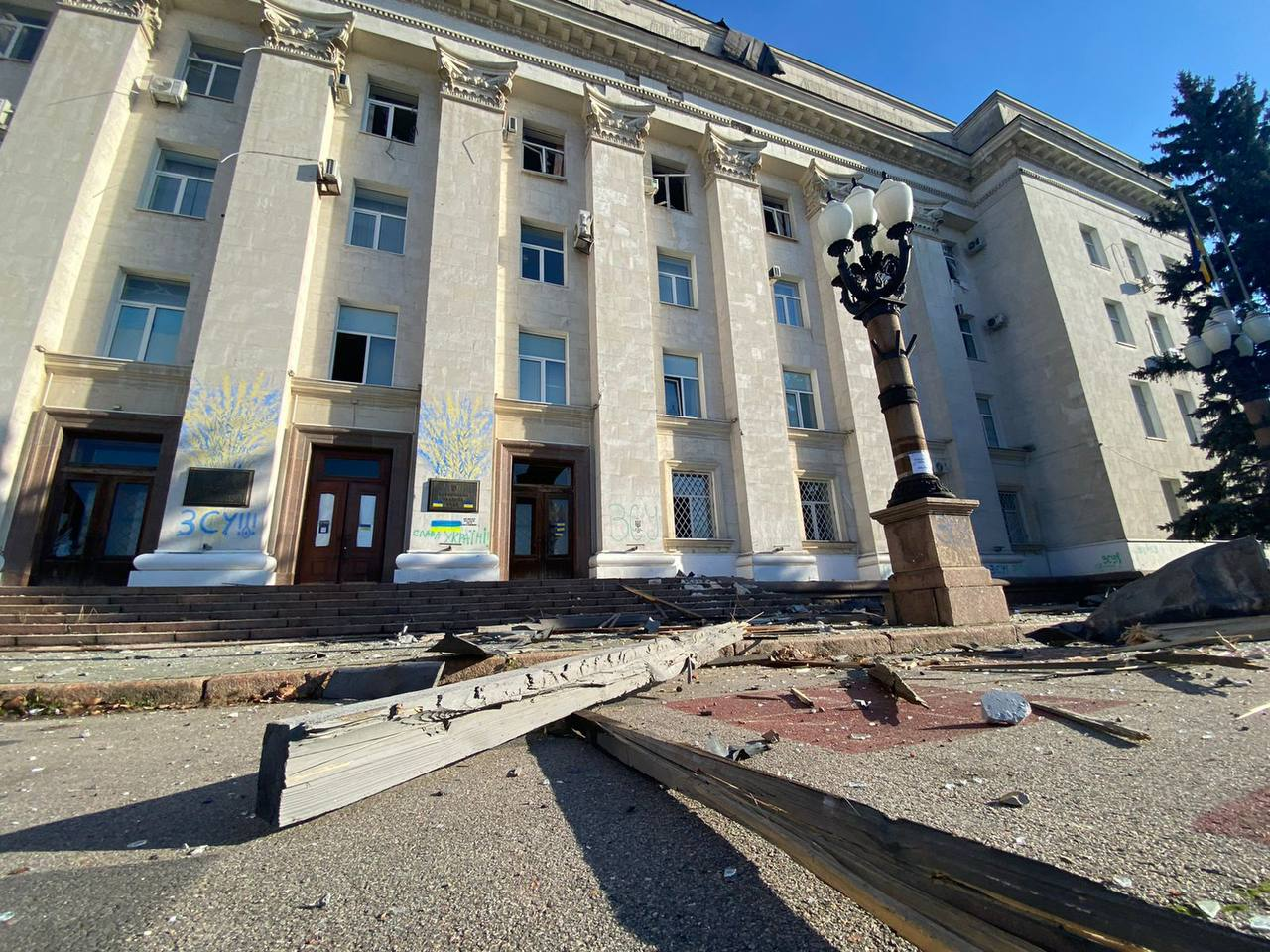
Budynek administracji obwodu chersonskiego po rosyjskim ostrzale.

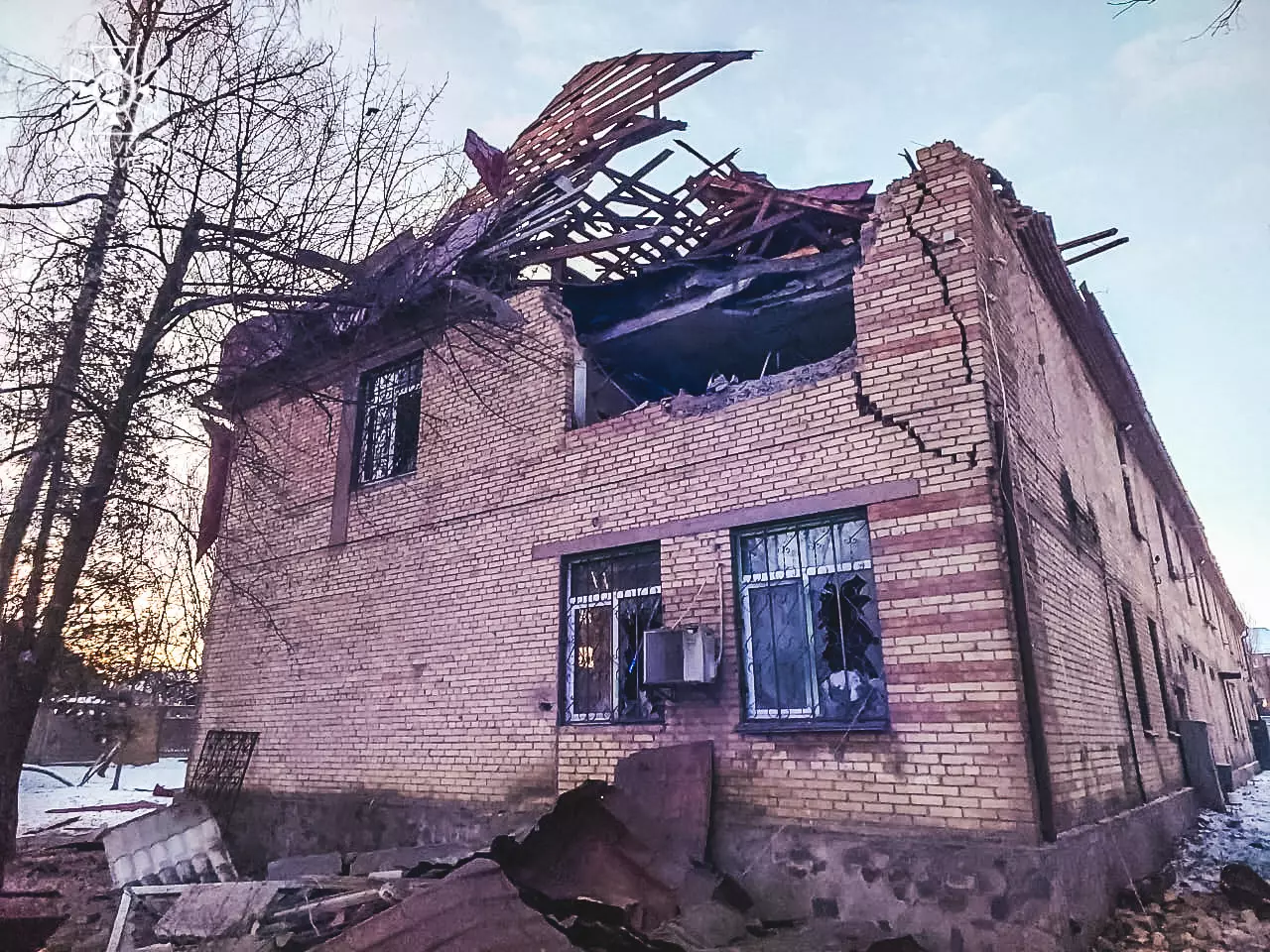
Budynek w rejonie Szewczenkiwskim w Kijowie, uszkodzony przez fragmenty drona, zestrzelonego podczas rosyjskiego ataku dronami.

Według SG Ukrainy siły rosyjskie skupiały się na atakach na kierunkach Bachmutu i Awdijiwki oraz podejmowały próby poprawy swojej pozycji taktycznej na kierunkach Kupiańska, Łymanu i Zaporoża. Ukraińskie SZ odparły ataki w pobliżu Wierchnokamianskiego, Jakowlewki, Sołedaru, Bachmutu, Wesełego i Marjinki w obwodzie donieckim. Rosjanie w ciągu 24h przeprowadzili osiem ataków rakietowych i 31 nalotów na infrastrukturę cywilną w obwodzie donieckim oraz 61 ostrzałów z wyrzutni rakietowych rakietowych; m.in. w godzinach nocnych ostrzelano ok. 50 razy Nikopol i Marganiec w obwodzie dniepropetrowskim przy pomocy w „Gradów” i ciężkiej artylerii. Natomiast w wyniku ostrzału miasta Hirnyk zginęły dwie osoby. Lotnictwo ukraińskie przeprowadziło 13 nalotów na miejsca koncentracji wojsk oraz pięć stanowisk przeciwlotniczych, z kolei artyleria uderzyła w dwa punkty kontrolne, osiem miejsc koncentracji oraz magazyn paliw i smarów. Nad ranem w centrum Kijowa doszło do trzech eksplozji w wyniku ataku dronów Shahed 136; prezydent Wołodymyr Zełenski podał, że ukraińska obrona przeciwlotnicza zestrzeliła 13 z nich. Z kolei generał Ołeksij Hromow stwierdził, że walki z siłami rosyjskimi toczyły prawie wyłącznie w obwodach donieckim i ługańskim; w ciągu ostatniego tygodnia odnotowano tam 388 starć z wrogiem, podczas gdy na południu zaledwie trzy. Wojsko ukraińskie odniosło ograniczony sukces, odpychając Rosjan na 1,5 km w pobliżu Dibrowy niedaleko Bachmutu. Ciężkie walki miały miejsce także w okolicach Biłohoriwki.
Amerykańscy urzędnicy finalizowali i przygotowywali się do ogłoszenia planu dostarczenia Ukrainie systemu obrony powietrznej Patriot, zgadzając się na pilną prośbę ukraińskich przywódców, wynikającą z narastających rosyjskich ataków rakietowych na ukraińską infrastrukturę. Podobno administracja Bidena od miesięcy niechętnie wdrażała system, ponieważ kompleks baterii Patriot może potrzebować ok. 90 wyszkolonych żołnierzy do jego obsługi i konserwacji, a także były obawy, że sprowokuje to Rosję do eskalacji konfliktu. Dmitrij Miedwiediew, wiceprzewodniczący Rady Bezpieczeństwa Rosji, ostrzegał wcześniej, że jeśli Patrioty zostaną rozmieszczone na Ukrainie, system i jego operatorzy staną się uzasadnionymi celami Rosji.
W opinii brytyjskiego Ministerstwa Obrony oddziały białoruskie i wysłane do tego kraju rosyjskie jednostki zmobilizowanych rezerwistów nie stanowiły siły zdolnej przeprowadzić udany atak na północną Ukrainę. Według ISW prezydent Władimir Putin przełożył swoje doroczne przemówienie przed rosyjskim Zgromadzeniem Federalnym, wskazując, że Kreml nie jest pewien, czy nadal może kształtować rosyjską przestrzeń informacyjną. Z kolei ukraińscy urzędnicy przewidywali, że siły rosyjskie mogą podjąć próbę rozpoczęcia ofensywy na dużą skalę na początku 2023 roku. Tymczasem Ukraińcy kontynuowali kontrofensywę, a siły rosyjskie prowadziły kontrataki w rejonie Swatowego i Kreminnej. Rosjanie kontynuowali także ataki w rejonie Bachmutu i Awdijiwki oraz działania obronne w obwodzie chersońskim na południe od Dniepru.
Szef Kancelarii Prezydenta Ukrainy Andrij Jermak, powiedział, że zwolniono ok. 64 żołnierzy i obywatela USA Suediego Murekezii w ramach wymiany więźniów z Rosją.

### 15 grudnia

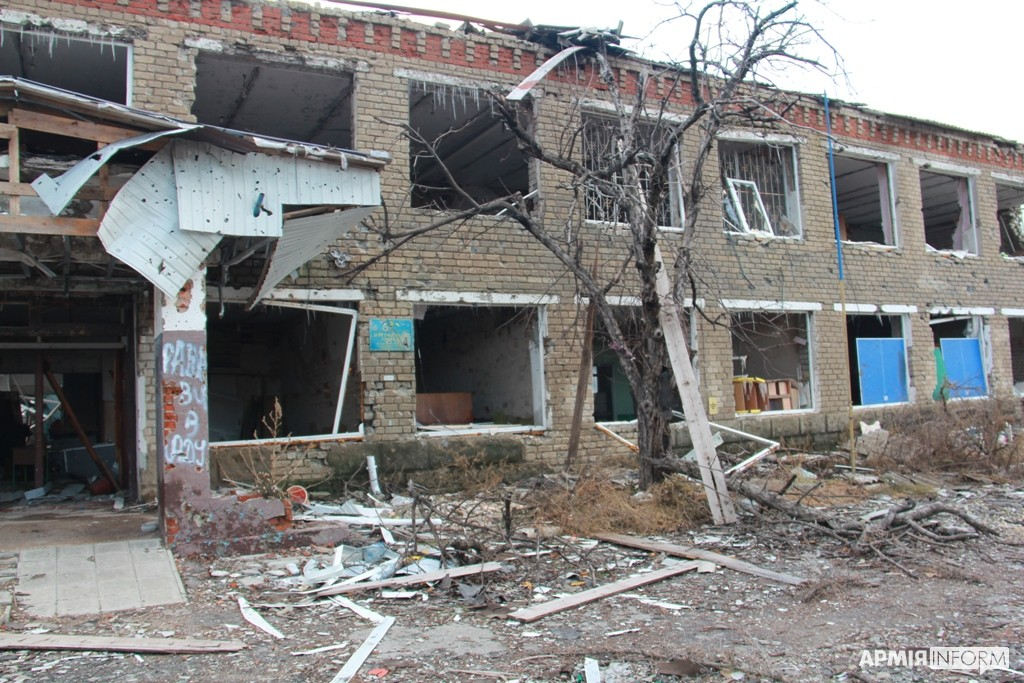
Wieś Dowheńke po walkach podczas inwazji rosyjskiej. Była jednym z kluczowych punktów na drodze sił rosyjskich do Słowiańska i Kramatorska, kilkakrotnie przechodziła z rąk do rąk i przez pewien czas znajdowała się pod rosyjską okupacją. Większość domów i pomnik II wojny światowej zostały zniszczone.

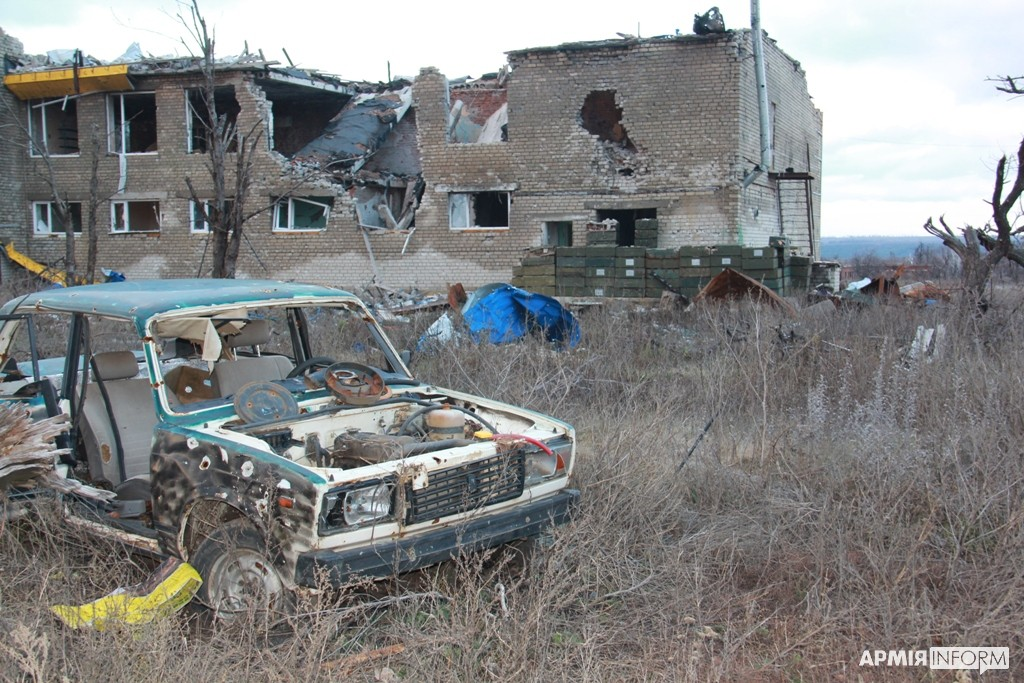
Wieś Dowheńke po walkach podczas inwazji rosyjskiej.

Ukraiński Sztab podał, że Rosjanie koncentrowali się na ofensywie w kierunku Bachmutu i Awdijiwki. Siły ukraińskie odparły ataki rosyjskie m.in. w rejonie Nowoseliwskiego, Stelmachiwki, Płoszczanki, Czerwonopopiwki i Biłohoriwki w obwodzie ługańskim oraz Hryhoriwki, Wijimki, Sołedaru, Bachmuckiego, Kliszczyjewki, Andrijiwki, Kurdiumiwki, Ozarjanówki, Drużby, Oleksandropil, Nowobachmutiwki i Nowomychajliwki w obwodzie donieckim. W ciągu doby siły rosyjskie dokonały 23 naloty, cztery ataki rakietowe (dwa trafiły w obiekty cywilne w Charkowie) i 78 ostrzałów z wyrzutni rakietowych. Na kierunkach Zaporoża i Chersonia Rosjanie kontynuowali ostrzał pozycji ukraińskich i infrastruktury cywilnej wzdłuż prawego brzegu Dniepru. Lotnictwo ukraińskie przeprowadziło 22 naloty na miejsca koncentracji wojsk i trzy pozycje przeciwlotnicze; artyleria zaatakowała pięć punktów kontrolnych, cztery miejsca koncentracji, sześć stanowisk artyleryjskich, dwa magazyny amunicji oraz magazyn paliw i smarów. Wojskowa administracja w Chersoniu poinformowała, że w ciągu ostatnich 24h miasto zostało ostrzelane 86 razy za pomocą „artylerii, MLRS, czołgów, moździerzy i dronów”. Według mera Aleksieja Kulemzina w Donbasie siły ukraińskie zbombardowały miasto Donieck w największym ostrzale od 2014 roku.
Zełenski stwierdził, że Rosja powinna zacząć wycofywać swoje wojska przed Bożym Narodzeniem jako krok do zakończenia konfliktu. Rosja odpowiedziała „żadnego świątecznego zawieszenia broni”, dopóki Ukraina nie zaakceptuje utraty terytorium. Ukraiński generał Ołeksij Hromow stwierdził, że konflikt może być przedłużającą się wojną. Następnie rzeczniczka rosyjskiego MSZ Marija Zacharowa ostrzegła, że jeśli Stany Zjednoczone potwierdzą doniesienia o wysłaniu na Ukrainę systemów obrony Patriot, będzie to „oznaczało jeszcze większe zaangażowanie personelu wojskowego w działania wojenne i może pociągać za sobą możliwe konsekwencje”. Zacharowa nazwała potencjalne rozmieszczenie systemu obrony powietrznej „kolejnym prowokacyjnym posunięciem USA” i powiedziała, że USA „w rzeczywistości stałyby się stroną” w konflikcie. Rząd Stanów Zjednoczonych odrzucił te ostrzeżenia.
Brytyjskie MON poinformowało, że ostatnich tygodniach Rosjanie skupili na budowie „rozległych” umocnień obronnych „wzdłuż linii frontu, przyznając priorytet sektorowi północnemu wokół Swatowego”. Konstrukcje były tworzone według „tradycyjnych wojennych planów umocnień, niezmienionych od czasów II wojny światowej”. Zdaniem Ministerstwa sugerowało to, że Rosja przygotowywała się do wojny pozycyjnej. W opinii ISW Rosja może tworzyć warunki do nowej ofensywy na początku 2023 roku, w tym ataku na Kijów, jednak szanse takiego ataku są bardzo niewielkie. Tymczasem siły ukraińskie kontynuowały kontrofensywę w kierunku Kreminnej i Swatowego. Z kolei Rosjanie kontynuowali ataki w rejonie Bachmutu i Awdijiwki oraz kontynuowali działania obronne na południe od Dniepru. Ponadto ukraińscy partyzanci przeprowadzili sabotaż na stację transformatorową w Berdiańsku w obwodzie zaporoskim.
Kijowska Szkoła Ekonomiczna opublikowała raport, w którym oszacowała, że inwazja Rosji (według stanu do listopada 2022 roku) spowodowała bezpośrednie szkody w infrastrukturze Ukrainy o wartości 136 miliardów dolarów. Najbardziej ucierpiała infrastruktura energetyczna, przemysł, przedsiębiorstwa publiczne i prywatne.

### 16 grudnia

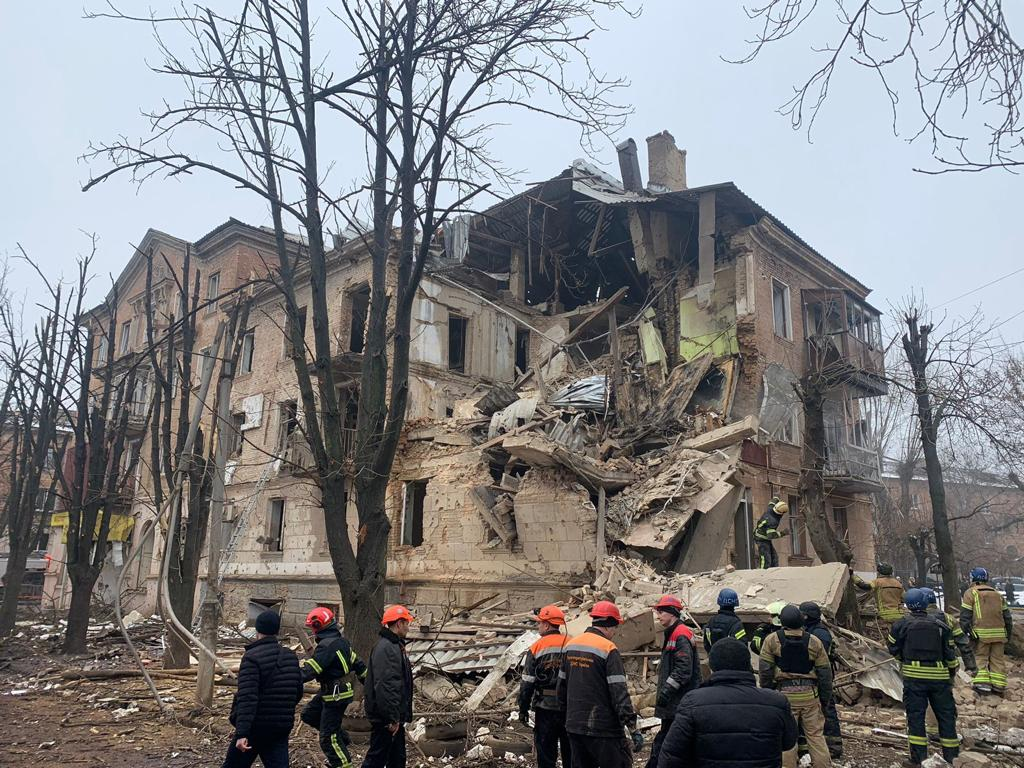
Budynek mieszkalny w Krzywym Rogu po rosyjskim ataku rakietowym.

Według Sztabu Ukrainy odparto ataki rosyjskie w okolicy 20 miejscowości, w tym Płoszczanki, Czerwonopiwki i Biłohoriwki w obwodzie ługańskim oraz Bachmutu, Opytnego, Zełenopilii, Andrijiwki, Marjinki, Pobiedy i Nowomychajliwki w obwodzie donieckim. W ciągu doby siły rosyjskie przeprowadziły 65 ostrzałów z systemów rakietowych. Z kolei artyleria ukraińska uderzyła w pięć miejsc koncentracji żołnierzy, punkt dowodzenia i magazyn amunicji. Podano również, że Rosjanie wycofywali część swoich wojsk z Kachowki i Nowej Kachowki w rejon miejscowości Nyżni Sirohozy. W Bachmucie Rosjanie atakowali w grupach po 30 osób. Ukraińscy wojskowi podawali, że grupy były niszczone, po czym nadciągała kolejna fala atakujących. Na obrzeżach miasta toczyły się walki uliczne. Następnie siły ukraińskie, dzięki koordynacji z partyzantami, dokonali ataku na bazę Rosjan w Szczaście, w wyniku którego zginęło 16 żołnierzy, 40 zostało rannych oraz zniszczono 12 jednostek sprzętu.
Po 8:00 czasu lokalnego Rosjanie przeprowadzili kolejny zmasowany atak rakietowy na infrastrukturę cywilną i energetyczną Ukrainy; łącznie wystrzelono 98 rakiet (Ch-555, Ch-101, Ch-22, Ch-59, Ch-31P, Kalibr i S-300) z samolotów i okrętów na Morzu Czarnym. Według armii ukraińskiej obrona przeciwlotnicza zestrzeliła co najmniej 60 rakiet, w tym 37 w obwodzie kijowskim i 10 w regionie Dniepru. W wyniku ataku trafione zostały m.in. Kijów, Odessa, Sumy, Charków, Zaporoże, Mikołajów, Winnica, Dniepr, Połtawa, Krzemieńczuk i Krzywy Róg. Cała sieć energetyczna w obwodach charkowskim i połtawskim uległa awarii, jednak do przerw w dostawie prądu dochodziło na terenie całego kraju. Linie kolejowe w pobliżu Charkowa, Kropywnyckiego, Doniecka i Dniepru również odczuwały braki prądu. W atakach zginęły trzy osoby, a 13 zostało rannych. Przed rosyjskim ostrzałem agencja informacyjna TASS poinformowała, że cywile zginęli w wyniku ukraińskiego ostrzału w obwodzie ługańskim.
W opinii ISW siły rosyjskie nasiliły ostrzał stolicy Ukrainy, chcąc wywołać falę niezadowolenia społecznego, jednak „ataki rakietowe zapewne nie złamią woli walki Ukraińców”. Rosjanie starali się „przekonać Zachód do uznania, że Ukraina nie może zmienić obecnych linii frontu i w wojnie faktycznie nastąpił pat”, jednak według ekspertów Ukraińcy mają „spore szanse na odzyskanie w najbliższych miesiącach znacznych kluczowych obszarów”. Tymczasem Rosjanie przeprowadzili kontrataki w rejonach Swatowego i Kreminnej oraz kontynuowali ataki w rejonie Bachmutu i Awdijiwka–Donieck. Kontynuowali także działania obronne na lewym brzegu Dniepru.
Według OSW Rosjanie podejmowali próby ataków na pozycje ukraińskie w Donbasie, lecz nie odnieśli większych sukcesów. Głównymi rejonami walk były Bachmut i Awdijiwka, której groziło okrążenie od zachodu, oraz miejscowości na zachód do Doniecka. Ataki rosyjskie miały również miejsce na wschód od Siewierska, na granicy obwodów charkowskiego i ługańskiego oraz na północ i zachód od Kreminnej. Z kolei siły ukraińskie skupiły się na kontratakach i próbach odbicia utraconych pozycji, również w zachodnim obwodzie donieckim. Pod ostrzałem artyleryjskim znalazł się Charków, Nikopol i okoliczne miejscowości oraz rejon Oczakowa. Z kolei celem ukraińskiego ostrzału były obiekty rosyjskie w Doniecku.

### 17 grudnia
SG Ukrainy podał, że Rosjanie starali się poprawić swoją pozycję taktyczną w rejonie Łymanu i koncentrowali się na prowadzeniu ofensyw w rejonie Bachmutu i Awdijiwki. Ukraińcy odparli ataki na ponad 15 miejscowości, w tym Stelmachiwkę oraz Werchniokamjanśke, Wijimkę, Wesełe, Bachmut, Kliszczijewkę, Opytne, Perwomajske, Newelske i Krasnohoriwkę w obwodzie donieckim. W ciągu doby wojsko rosyjskie przeprowadziło pięć ataków rakietowych i 42 ostrzały z systemów rakietowych, atakując pozycje ukraińskie i miejscowości wzdłuż linii frontu. Z kolei artyleria ukraińska zaatakowała osiem miejsc koncentracji personelu, dwa punkty kontrolne i cztery składy amunicji. Sztab potwierdził także, że kilka miejsc koncentracji wojsk rosyjskich raz dwa składy amunicji w obwodzie zaporoskim zostały ostrzelane przez Siły Obrony Terytorialnej, w wyniku czego ponad 150 żołnierzy zostało rannych oraz zniszczono 10 jednostek sprzętu. Ponadto Rosjanie wystrzelili dużą ilość rakiet na infrastrukturę w Kijowie, Charkowie, Krzywym Rogu i Zaporożu. Radna Kijowa Ksenia Semenowa stwierdziła, że około 60% mieszkańców nie miało prądu, a 70% nie miało wody. Ukraina dzięki swoim wysiłkom przywróciła prąd i wodę ok. 6 milionom mieszkańców w ciągu 24 godzin.
Według ISW Kreml prawdopodobnie próbował zmienić postrzeganie kompetencji Putina i rosyjskiego Ministerstwa Obrony poprzez nagłaśnianie spotkania Putina z dowództwem Sił Zbrojnych FR oraz jego występów na imprezach pozamilitarnych. Tymczasem siły ukraińskie przeprowadziły kontrataki w pobliżu Swatowego i Kreminnej oraz nadal atakowali rosyjskie tyły. Z kolei Rosjanie kontynuowali ataki w rejonie Bachmutu i Awdijiwka–Donieck. Ponadto ukraińscy urzędnicy ostrzegli, że wojsko rosyjskie może próbować wciągnąć siły ukraińskie w pułapkę na wschodnim brzegu Dniepru.

### 18 grudnia
Według ukraińskiego Sztabu siły rosyjskie atakowały na kierunku Bachmutu i Awdijiwku, a pod Łymanem próbowali odzyskać utracone pozycje. SZ Ukrainy odparły ataki rosyjskie m.in. w okolicy Stelmachiwki, Makiejewki, Czerwonpopiwki i Biłohorowki w obwodzie ługańskim oraz Wierchniokamiańskiego, Bachmuckiego, Podhorodnego, Bachmutu, Kliszczijewki, Andrijiwki, Krasnohoriwki, Oleksandropil, Marjinki, Pobiedy i Nowomychajliwki w obwodzie donieckim. W ciągu 24h Rosjanie przeprowadzili cztery ataki rakietowe i siedem nalotów za pomocą dronów Shahed 136 oraz 55 ostrzałów z wyrzutni rakietowych, atakując zaludnione miejsca i infrastrukturę cywilną. Lotnictwo ukraińskie przeprowadziło 9 nalotów na miejsca koncentracji wojsk i trzy stanowiska przeciwlotnicze, z kolei artyleria uderzyła w punkt kontrolny, miejsce koncentracji, wad składy amunicji, a także stację radiolokacyjną „Zoopark”. Ponadto Sztab poinformował, że Rosja gromadziła dodatkowe siły w miejscowościach w pobliżu Melitopola.
Andrij Jusow, rzecznik ukraińskiego Ministerstwa Obrony, poinformował, że Rosja otrzymała nową partię dronów kamikaze z Iranu i kontynuowała negocjacje ws. nabycia rakiet balistycznych. Brytyjskie Ministerstwo Obrony podało, że Grupa Wagnera wysyłała do walki o Bachmut słabo wyszkolonych i pozbawionych wsparcia więźniów w celu ochrony własnych doświadczonych dowódców i sprzętu wojskowego. Pojedyncze osoby i sekcje otrzymywały polecenia, aby atakowały w danym kierunku, często mając wsparcie ogniowe, jednak rzadziej wsparcie pojazdów opancerzonych. Natomiast tym, którzy bez zezwolenia zbaczali z trasy szturmu, groziła prawdopodobnie zbiorowa egzekucja. W ocenie ISW Rosja tworzyła narrację, świadczącą o przygotowaniach do nowej fazy wojny na Ukrainie, jednak zdaniem ekspertów rosyjska armia, nawet przy wsparciu sił białoruskich, nie byłaby zdolna do przygotowania i przeprowadzenia skutecznej ofensywy w najbliższych miesiącach. Tymczasem źródła ukraińskie i rosyjskie donosiły o walkach pozycyjnych wzdłuż linii Swatowe–Kremmina i obrzeżach Bachmutu oraz na północny wschód i południe od miasta. Rosyjskie Ministerstwo Obrony podało, że siły rosyjskie zajęły Jakowliwkę w obwodzie donieckim, na północny wschód od Sołedaru. Następnie źródła rosyjskie stwierdziły, że Ukraińcy wyparli Rosjan z długo utrzymywanych pozycji w pobliżu Bachmutu. Ponadto siły rosyjskie i ukraińskie kontynuowały ataki artyleryjskie i rakietowe przez rzekę Dniepr.

### 19 grudnia

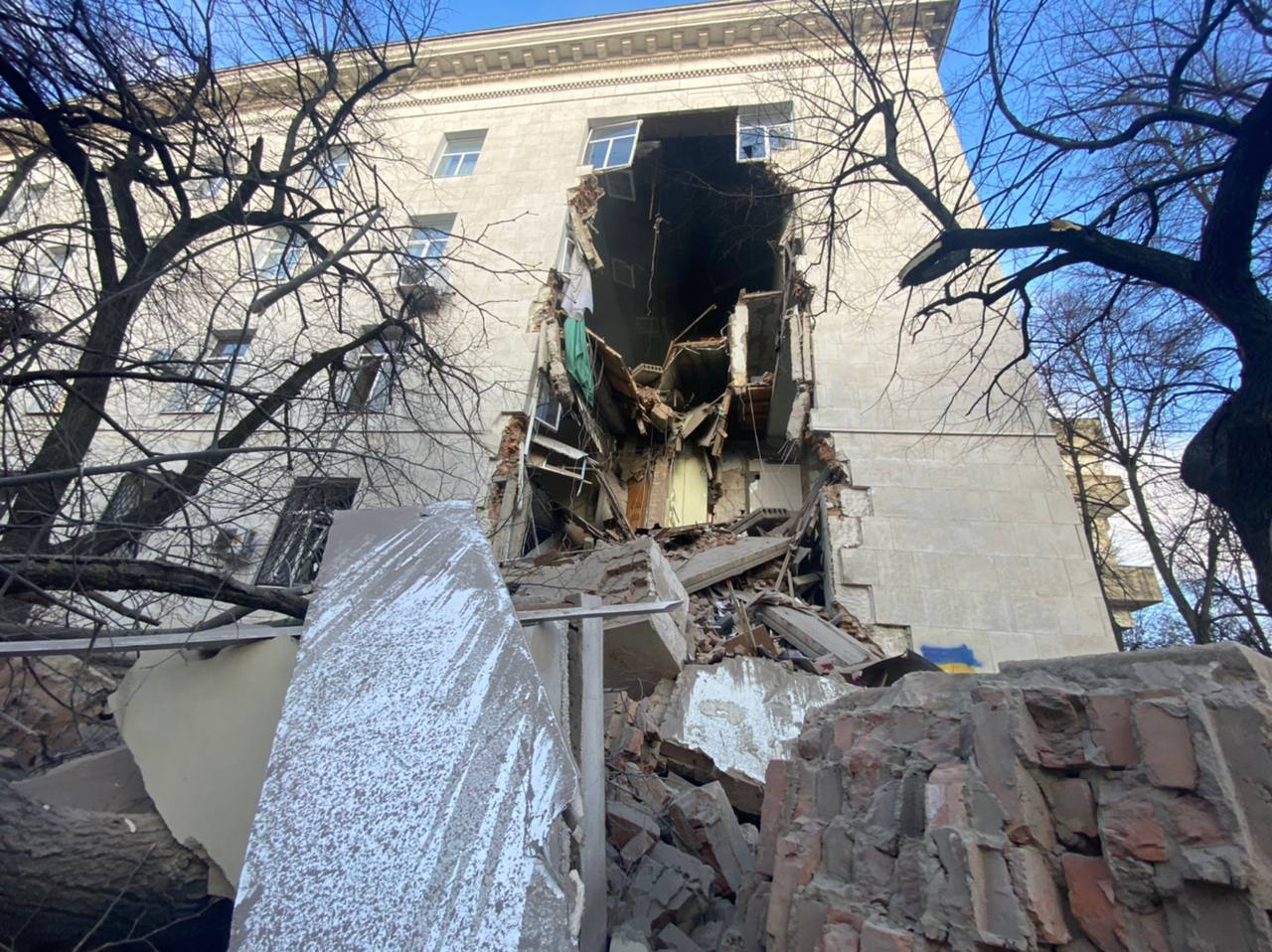
Budynek administracji państwowej obwodu chersońskiego po rosyjskim ostrzale.

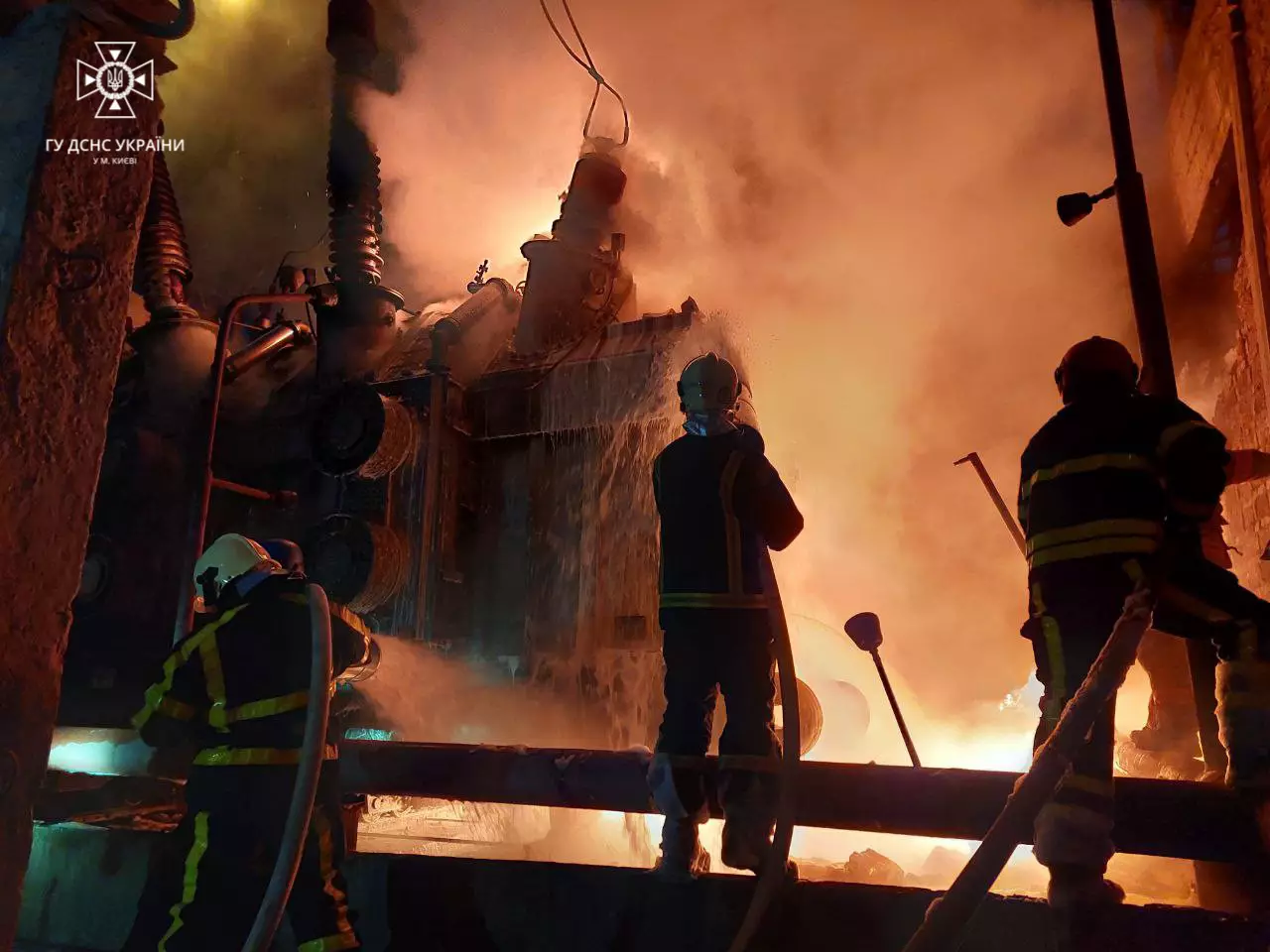
Konsekwencje rosyjskiego ataku irańskich dronów na Kijów. Według władz na miasto wystrzelono 23 drony, z czego 18 zestrzelono. Uszkodzony został obiekt infrastruktury krytyczne, co spowodowało niedobory energii elektrycznej oraz przerwy w dostawach wody i ciepła.

Ukraiński SG podał, że siły rosyjskie skupiały się na atakach na kierunku Bachmutu i Awdijiwki, jednocześnie próbując odzyskać utracone pozycję na kierunku Łymanu. Wojsko ukraińskie odparło ataki w okolicy Stelmachiwki, Czerwonopopiwku w obwodzie ługańskim oraz Wierchniokamiańskiego, Podhorodnego, Bachmutu, Opytnego, Kurdiumiwki, Krasnohoriwki i Marjinki w obwodzie donieckim. W ciągu doby Rosjanie przeprowadzili cztery ataki rakietowe, 60 nalotów i ponad 80 ostrzałów z systemów rakietowych, atakując pozycje ukraińskie (m.in. w okolicach Charkowa i Bachmutu) i infrastrukturę cywilną w obwodach ługańskim, donieckim, zaporoskim i chersońskim. Ukraińskie lotnictwo dokonało 16 nalotów na miejsca koncentracji wojska i sześć stanowisk przeciwlotniczych, a artyleria zniszczyła skład amunicji, trzy punkty kontrolne i trzy miejsca koncentracji. W godzinach porannych siły rosyjskie zaatakowały także przygraniczny obwód sumski, w którym odnotowano 83 ataki za pomocą samolotów, artylerii, moździerzy i dronów. 
Ok. 2:00 czasu lokalnego Rosjanie zaatakowali Ukrainę za pomocą 35 irańskich dronów Shahed 131/Shahed 136, z czego co najmniej 15 zostało zniszczonych przez ukraińską obronę przeciwlotniczą; później Sztab podał, że zestrzelono 30 dronów. W wyniku ataku doszło do awarii lub wyłączenia prądu w stolicy i 10 innych regionach kraju, m.in. w obwodzie sumskim, charkowskim, dniepropietrowskim, zaporoskim, żytomierskim i czernihowskim. Ukraiński gubernator obwodu kijowskiego Ołeksij Kułeba stwierdził, że 20 dronów zostało wystrzelonych na infrastrukturę krytyczną w Kijowie, powodując przerwy w dostawie prądu oraz internetu poniżej 50%.
Mołdawski wywiad podał, że Rosja zamierza zaatakować Mołdawię. Według szefa wywiadu Alexandru Musteaty pytanie nie brzmi „czy Federacja Rosyjska rozpocznie nową ofensywę przeciwko terytorium Mołdawii, ale kiedy”. Według informacji mołdawskich służb specjalnych Rosja zamierza połączyć Naddniestrze i Mołdawię. Prezydent Rosji Władimir Putin był w Mińsku po raz pierwszy od początku wojny, aby spotkać się z prezydentem Białorusi Alaksandrem Łukaszenką. Według ISW Łukaszenka podczas wizyty Putina na Białorusi prawdopodobnie zapobiegł rosyjskim próbom zacieśnienia integracji obu państw. Sekretarz RBNiO Ukrainy Ołeksij Daniłow stwierdził, że prezydent Rosji naciskał na przywódcę Białorusi, aby zgodził się na wysłanie wojsk białoruskich na Ukrainę oraz oświadczył, że siły ukraińskie przygotowują się do ewentualnego ataku z Białorusi. Tymczasem Ukraińcy kontynuowali ograniczone kontrataki wzdłuż linii Swatowe–Kreminna oraz atakowali tylne pozycje Rosjan w obwodzie ługańskim. Siły rosyjskie prawdopodobnie straciły pozycje na południe od Bachmutu i kontynuowały ataki wokół miasta oraz Doniecka. Ukraińscy urzędnicy poinformowali, że Rosjanie wycofywali niektóre oddziały z obszarów wzdłuż wschodniego brzegu Dniepru w obwodzie chersońskim.
OSW poinformował, że trwały walki o Bachmut, gdzie Ukraińcom udało się powstrzymywać atak Rosjan we wschodniej części miasta. Ciężkie walki toczyły się o Sołedar na północny wschód od Bachmutu oraz o leżące na jego obrzeżach Pidhorodne i Kliszczijiwkę. Ciężkie walki miały miejsce także w Marjince na zachód od Doniecka. Rosjanie atakowali bezskutecznie na północ, wschód i południe od Siewierska oraz na granicy obwodów charkowskiego i ługańskiego. Według doniesień wzmacniali także pozycje obronne w zajętej części obwodu zaporoskiego. Artyleria rosyjska kontynuowała ataki na pozycje ukraińskie wzdłuż linii frontu i na obszarach graniczących z Rosją. Rakiety spadły na Kramatorsk i Łyman. Pod ostrzałem był Chersoń oraz okolice Nikopola i Oczakowa. Z kolei artyleria ukraińska atakowała pozycje Rosjan w głównych rejonach walk i w obwodzie zaporoskim.

### 20 grudnia
Według SG Ukrainy siły rosyjskie atakowały na kierunku Bachmutu i Awdijiwki. SZ Ukrainy odparły rosyjskie ataki w pobliżu 25 miejscowości, m.in. w Masjutiwce w obwodzie charkowskim; Dibrowej i Biłohoriwce w obwodzie ługańskim oraz Wierchniokamianskim, Wesełe, Jakowliwce, Bachmuckim, Bachmucie, Wodiane, Niewelskim, Marjince, Nowomychajliwce i Preczystówce w obwodzie donieckim. W ciągu 24h Rosjanie przeprowadzali pięć ataków rakietowych, 16 nalotów i 61 ostrzałów z wyrzutni rakietowych, w wyniku których ucierpiała infrastruktura cywilna oraz ludność cywilna w Chersoniu, Konstantynówce i Wołczańsku. Ostrzeliwano także obszary wzdłuż linii frontu od Czernihowa do Chersonia. Lotnictwo Ukrainy dokonało 10 nalotów na miejsca koncentracji wojsk i 12 uderzeń na stanowiska przeciwlotnicze. Artyleria zniszczyła skład amunicji, trzy punkty kontrolne i 10 miejsce koncentracji. Sztab potwierdził także, że w wyniku ostrzału wojsk rosyjskich w rejonie Wasylówki w obwodzie chersońskim zniszczono osiem jednostek ciężkiego sprzętu. W godzinach nocnych siły rosyjskie zaatakowały rakietami dzielnicę Iziumu, w wyniku czego wybuchł duży pożar w jednym z obiektów przemysłowych. Niezależny kanał Biełaruski Hajun poinformował, że Rosja rozpoczęła przemieszczanie zmobilizowanych żołnierzy, czołgów i innych pojazdów z białoruskich poligonów na południe kraju.
Prezydent Władimir Putin stwierdził, że sytuacja w czterech zaanektowanych przez Rosję obszarach Ukrainy jest „niezwykle trudna” dla sił zbrojnych. Putin nakazał Federalnej Służbie Bezpieczeństwa zintensyfikować obserwację granic kraju w celu zwalczania „pojawienia się nowych zagrożeń” z zagranicy oraz zdrajców. Z kolei prezydent Zełenski odwiedził region Bachmutu, gdzie spotkał się z żołnierzami na froncie i ich odznaczył.
Brytyjskie Ministerstwo Obrony podało, że w ciągu ostatniego tygodnia rosyjscy żołnierze i najemnicy z Grupy Wagnera zrobili niewielkie postępy we wschodnim Bachmucie. Rosyjska piechota prawdopodobnie kontrolowała wschodni obszar przemysłowy miasta i wkraczała czasem do dzielnicy mieszkalnej, gdzie miały miejsce walki uliczne. Zdaniem Ministerstwa walki w obszarach zabudowanych „nie sprzyjały słabo wyszkolonym bojownikom Grupy Wagnera i zmobilizowanym rezerwistom armii rosyjskiej”. W opinii ISW rosyjska broń na Białorusi miała potencjał „wystarczający” do stworzenia nieokreślonego zagrożenia dla Ukrainy, o czym wcześniej wspomniał dowódca Połączonych Sił Zbrojnych Ukrainy generał Serhij Najew. Tymczasem siły rosyjskie przeprowadziły ograniczone kontrataki wzdłuż linii Swatowe–Kreminna oraz kontynuowały ataki w rejonie Bachmutu i Awdijiwki. Rosjanie rozbudowywali także umocnienia obronne na wschodnim brzegu Dniepru w obwodzie chersońskim.

### 21 grudnia

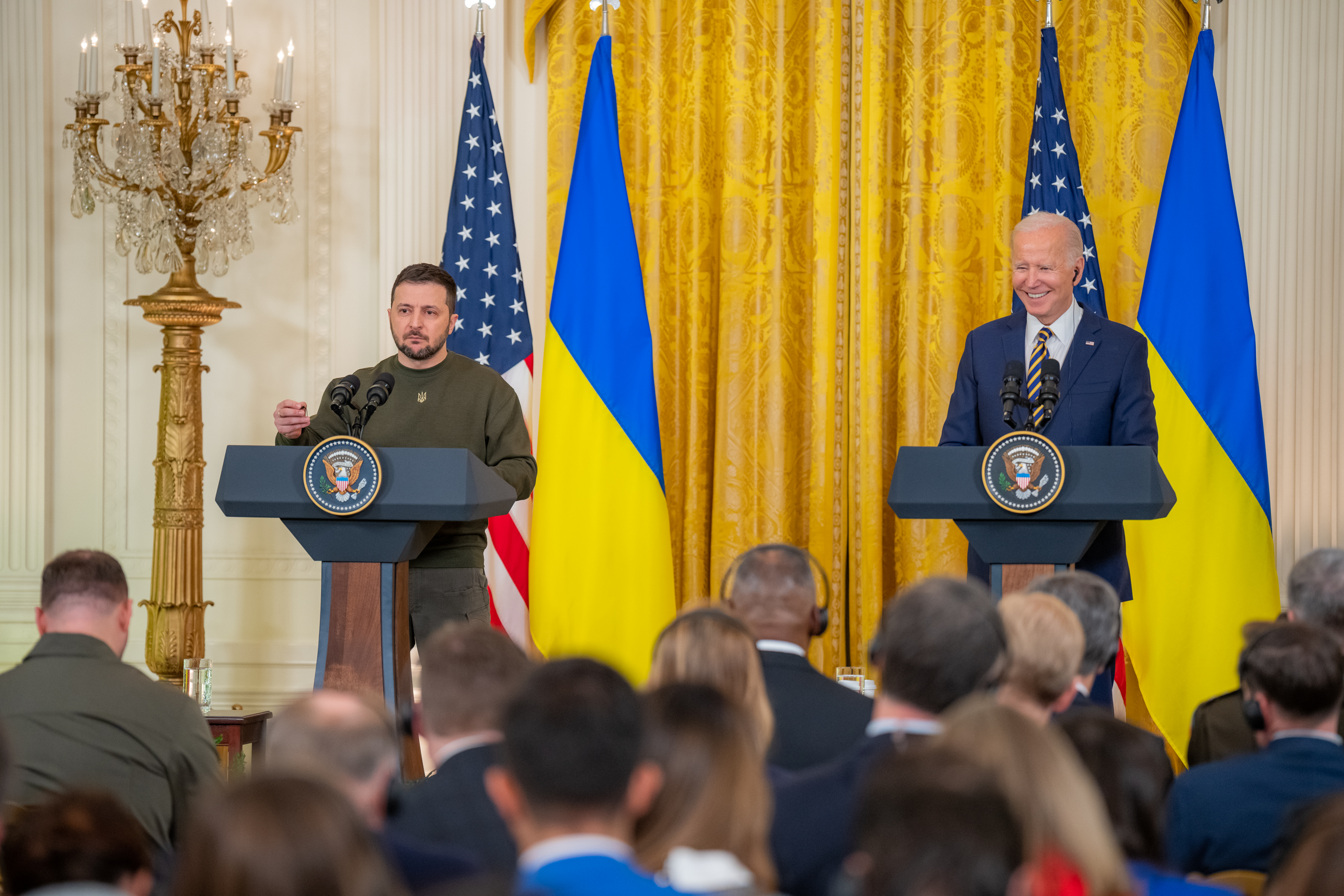
Spotkanie prezydenta Zełenskiego prezydentem USA Joe Bidenem w Waszyngtonie.

Ukraiński Sztab poinformował, że odparto rosyjskie ataki w okolicy Stelmachiwki, Płoszczanki i Czerwonopopiwki w obwodzie ługańskim oraz Berestowego, Jakowliwki, Sołedaru, Bachmutu, Opytnego, Kurdiumiwki, Ozarjaniwki, Majorska, Nju-Jorka, Krasnohoriwki, Newelskego i Marjinki w obwodzie donieckim. W ciągu ostatnich 24h Rosjanie przeprowadzili sześć ataków rakietowych i 15 nalotów, w tym na obiekty cywilne w obwodzie zaporoskim oraz 64 ostrzały z systemów rakietowych. Ostrzeliwano także obszary wzdłuż linii frontu od Sum po Dniepr i Chersoń. Ukraińskie lotnictwo dokonało 14 ataków na miejsca koncentracji żołnierzy i sprzętu, natomiast artyleria zaatakowała trzy punkty kontrolne i dwa miejsca koncentracji. Według Sztabu od początku inwazji Rosja straciła na Ukrainie ponad 100 tys. żołnierzy, 3 tys. czołgów i ok. 6 tys. innych pojazdów opancerzonych. Żołnierze rosyjscy i najemnicy Grupy Wagnera zdołali zdobyć przyczółek we wschodniej części Bachmutu, o który toczono walki od czerwca tegoż roku.
Prezydent Wołodymyr Zełenski odbył swoją pierwszą podróż zagraniczną od czasu rosyjskiej inwazji 24 lutego. Odwiedził prezydenta USA Joe Bidena w Waszyngtonie i przemawiał na wspólnej sesji Kongresu USA. Stany Zjednoczone oficjalnie potwierdziły, że przekażą Ukrainie jeden lub więcej przeciwlotniczych systemów rakietowych Patriot w ramach kolejnego pakietu pomocowego o wartości 1,85 miliarda dolarów. Oczekiwano także, że nowy pakiet obejmie inteligentne bomby znane jako Joint Direct Attack Munition (JDAM). W Kongresie Zełenski wręczył flagę Ukrainy z frontu w Bachmucie wiceprezydent Kamali Harris i przewodniczącej Izby Reprezentantów Nancy Pelosi.
Podczas rosyjskiej konferencji wojskowej transmitowanej przez telewizję prezydent Władimir Putin i minister obrony Rosji Siergiej Szojgu, ogłosili zwiększenie liczby żołnierzy o 350 tys. do 1,5 mln. Postanowiono również podnieść granicę wieku dla poborowych do 30 lat. Putin powtórzył zamiar osiągnięcia wszystkich celów wojskowych na Ukrainie. Ze strony jego rządu nie było na to żadnych ograniczeń finansowych. Według ISW zwiększenie liczebności rosyjskich SZ nie wydaje się możliwe w bliskiej perspektywie. Szojgu przedstawił także zmiany w rosyjskiej polityce obronnej, która zakładała przywrócenie Moskiewskiego i Leningradzkiego Okręgu Wojskowowego, utworzenie nowego korpusu armijnego, sformowanie 17 nowych dywizji manewrowych i pięciu dywizji artylerii. Zdaniem ekspertów jest to bardzo mało prawdopodobne, aby Rosja stworzyła tak duże siły w krótkim czasie. Tymczasem siły rosyjskie i ukraińskie kontynuowały kontrataki wzdłuż linii Swatowe–Kreminna. Rosjanie kontynuowali także ataki w rejonie Bachmutu i Doniecka oraz bezskutecznie próbowali przejąć kontrolę nad wyspami w delcie Dniepru.

### 22 grudnia

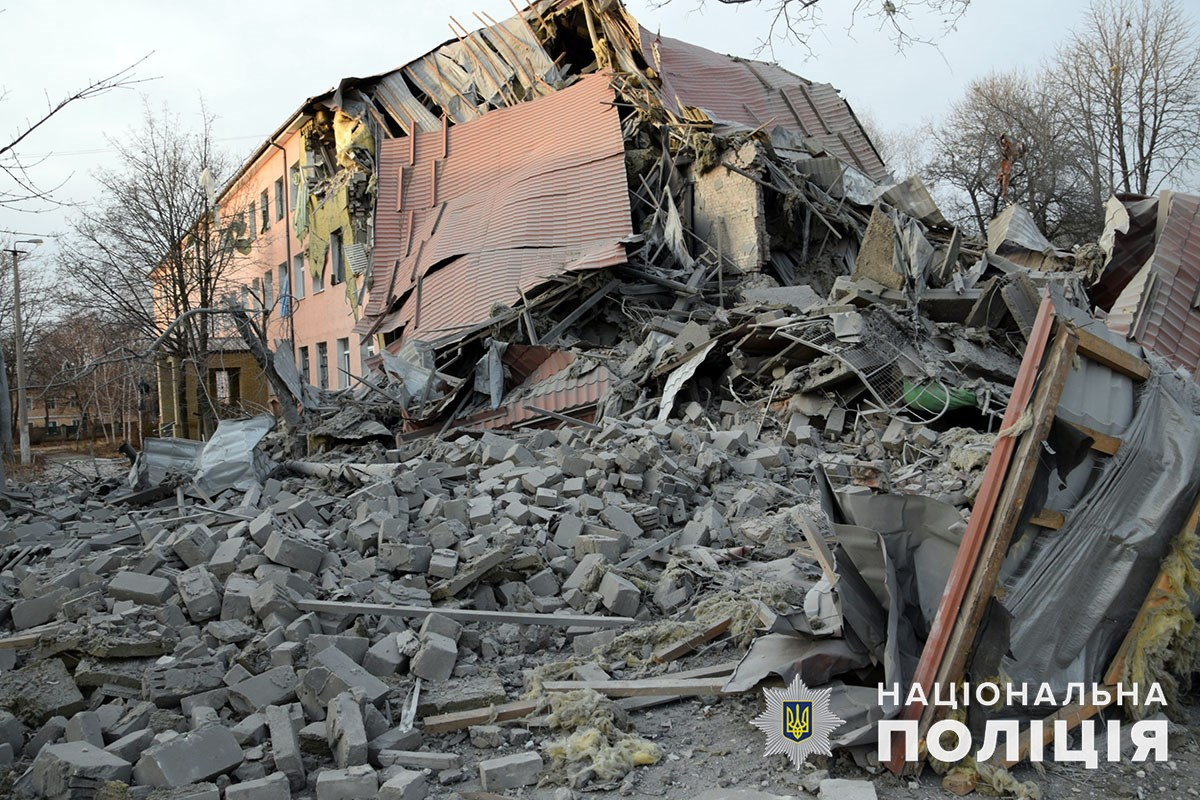
Szkoła z internatem w Kramatorsku po rosyjskim ostrzale rakietami S-300.

SG Ukrainy oświadczył, że odparto ataki Rosjan w okolicy Wysokego w obwodzie sumskim; Stelmachiwki, Andrijiwki, Makiejewki, Płoszczanki, Czerwonopopiwki i Dibrowej w obwodzie ługańskim oraz Jampoliwki, Jakowliwki, Bachmutskego, Bachmutu, Majorska, Nju-Jorka, Wodiane, Krasnohoriwki i Marjinki w obwodzie donieckim. W ciągu doby siły rosyjskie przeprowadziły sześć ataków rakietowych i sześć nalotów, głównie na obiekty cywilne w obwodzie charkowskim i dniepropetrowskim oraz ponad 70 ostrzałów z wyrzutni rakietowych. Ostrzelano m.in. Kramatorsk, gdzie jedna z rakiet trafiła w budynek internatu, a druga w strefę przemysłową jednego z przedsiębiorstw (nie było doniesień o ofiarach). Lotnictwo ukraińskie przeprowadziło osiem nalotów na miejsca koncentracji wojsk i trzy stanowiska przeciwlotnicze, z kolei artyleria zniszczyła trzy punkty kontrolne, trzy magazyny amunicji i osiem miejsc koncentracji. Na terytorium tymczasowo Autonomicznej Republiki Krymu rosyjskie jednostki inżynieryjne tworzyły pozycje obronne wzdłuż autostrady Krasnoperekopsk–Dżankoj.
John Kirby z Rady Bezpieczeństwa Narodowego USA poinformował, że Grupa Wagnera wysłała na Ukrainę 50 tys. najemników, z czego 40 tys. to zrekrutowani więźniowie, a 10 tys. to kontrahenci. Według agencji Reuters, która powołała się na informatora z rządu USA, ich wdrożenie kosztowało ponad 100 milionów dolarów miesięcznie. We wschodniej Ukrainie armia rosyjska była częściowo pod dowództwem Wagnera. Ponadto w Rosji nadal rosły wpływy szefa firmy Jewgienija Prigożyna i niezależność Grupy Wagnera od rosyjskiego Ministerstwa Obrony. Kirby stwierdził także, że przygotowywane były nowe sankcje wymierzone w dostawców broni dla Wagnera. Ponadto rząd Stanów Zjednoczonych stwierdził, że posiada informacje wywiadowcze, że Korea Północna zaopatrywała rosyjskich najemników z Wagnera w broń i amunicję do użytku na Ukrainie. Ministerstwo Spraw Zagranicznych Korei Północnej zaprzeczyła tym doniesieniom.
W ocenie ISW Kreml kontynuował narrację, podważającą suwerenność Ukrainy i oskarżającą ją o „przeciąganie wojny”, dążąc do rozmów z Zachodem z pominięciem Kijowa. Zdaniem Instytutu Putin „w dalszym ciągu odmawia traktowania prezydenta Ukrainy Wołodymyra Zełenskiego jako równego i suwerennego partnera, wskazując, że nie jest zainteresowany poważnymi negocjacjami z Ukrainą”. Tymczasem siły ukraińskie kontynuowały kontrofensywę w rejonie Kreminnej. Z kolie Rosjanie kontynuowali ograniczone kontrataki wzdłuż linii Swatowe–Kreminna oraz ataki w rejonie Bachmutu i Awdijiwki. Siły rosyjskie zwiększały także środki bezpieczeństwa w obwodzie chersońskim i na Krymie w obawie przed ukraińskimi kontrofensywami. Ponadto ukraińscy partyzanci nadal atakowali rosyjskie władze okupacyjne.

### 23 grudnia
Według Sztabu Ukrainy odparto ataki Rosjan w pobliżu Andrijiwki w obwodzie ługańskim oraz Jampoliwki, Rozdoliwki, Bachmutskego, Bachmutu, Nju-Jorka, Krasnohoriwki, Wodiane i Marjinki w obwodzie donieckim. W ciągu doby siły rosyjskie przeprowadziły trzy ataki rakietowe i 10 nalotów, w szczególności na infrastrukturę cywilną w obwodzie donieckim oraz 62 ostrzały z systemów rakietowych, w wyniku których uszkodzone zostały obiekty cywilne w Chersoniu (odnotowano ofiary wśród ludności cywilnej). Rosjanie ostrzelali także region Charkowa, raniąc pięć osób. Lotnictwo ukraińskie dokonało 13 nalotów na miejsca koncentracji żołnierzy i uzbrojenia oraz pozycje przeciwlotnicze. Artyleria zniszczyła dwa punkty kontrolne, dwa składy amunicji i 11 miejsc koncentracji. Z kolei analitycy wojskowi, w tym niemiecki dziennikarz Julian Roepcke, donosili, „ukraińskie wojska wyparły Rosjan kilka km na południe od Bachmutu, wróg nie zdołał się tam przebić do żadnej dzielnicy mieszkaniowej”, co później zostało potwierdzone przez Sztab i rosyjskie źródła. Linia frontu ustabilizowała się w pobliżu miejscowości Opytne, kilka km na południe od Bachmutu. Według ukraińskich informacji ich własne rozpoznanie wykazało wzrost wojsk rosyjskich oraz sprzętu i amunicji na południu i wschodzie Ukrainy.
Po wizycie prezydenta Zełenskiego Senat Stanów Zjednoczonych przeznaczył w nowym projekcie budżetu na wydatki związane z Ukrainą ok. 45 mld dolarów, które obejmowały ok. 25 miliardów dolarów bezpośrednio dla Ukrainy; na pomoc humanitarną i gospodarczą zaplanowano 16 miliardów dolarów, a na pomoc wojskową 9 miliardów dolarów. Ponadto za uzupełnienie zapasów armii USA po dostawach broni na Ukrainę zaplanowano ok. 12 mld dolarów oraz ok. 7 mld dolarów na wojska amerykańskie w samej Europie. Budżet zatwierdziła Izba Reprezentantów.
Brytyjskie MON podało, że pomimo zmniejszenia problemów kadrowych, „niedobory amunicji pozostawały prawdopodobniej głównym czynnikiem ograniczającym rosyjskie operacje ofensywne”. W ocenie Ministerstwa ograniczona liczba pocisków manewrujących była również przyczyną ograniczenia ataków na ukraińską infrastrukturę krytyczną do ok. jednego ataku w ciągu tygodnia. W opinii ISW działania armii rosyjskiej na terytorium Białorusi bardziej pasowały jako część przygotowań do nowego ataku niż jako część manewrów i ćwiczeń. Według analityków Rosjanie mogą przeprowadzić na północy manewr mylący lub operację informacyjną, mające na celu przekierowanie części ukraińskich sił z Donbasu. Dodatkowo siły rosyjskie prawdopodobnie szykowały się do ofensywy w północno-zachodnim obwodzie ługańskim, przerzucając większą ilość żołnierzy i sprzętu do regionu. Tymczasem Ukraińcy dokonali taktycznych zdobyczy na wschód i południe od Bachmutu w ciągu ostatnich 72h. Z kolei siły rosyjskie przeprowadziły w 22 i 23 grudnia co najmniej dwie operacje rozpoznawcze w północnej i północno-wschodniej Ukrainie oraz kontynuowały formowanie pozycji obronnych w lewobrzeżnych obwodach chersońskim i zaporoskim. Prowadzili także działania obronne na południu kraju.
Według OSW siły rosyjskie przekroczyły granicę i zaatakowały pozycje ukraińskie w obwodzie sumskim. W obwodzie donieckim Rosjanie atakowali na południe i północny wschód od Bachmutu, na wschód i północ od Siewierska, na zachód od Gorłówki oraz na północ i zachód od Doniecka. Wzrosła intensywność rosyjskich ataków na kierunku Kupiańska i Łymanu. Wojska ukraińskie podjęły próby odzyskania wschodniej części Bachmutu i odepchnięcia przeciwnika od miasta, a na pozostałych kierunkach ograniczyli się do działań dywersyjno-rozpoznawczych. Wojsko rosyjskie kontynuowało ataki rakietowo-powietrzne oraz ostrzał pozycji ukraińskich wzdłuż linii frontu i na obszarach przygranicznych. Głównymi celem był Chersoń, Nikopol i rejon Oczakowa. W atakach rakietowych ucierpiały okolice Zaporoża, Charków i obiekty energetyczne w obwodzie charkowskim. Ukraińskie artyleria i lotnictwo przeprowadziły punktowe ataki w głównych rejonach walk. Do ataków partyzanckim doszło w Melitopolu i Mariupolu.

### 24 grudnia

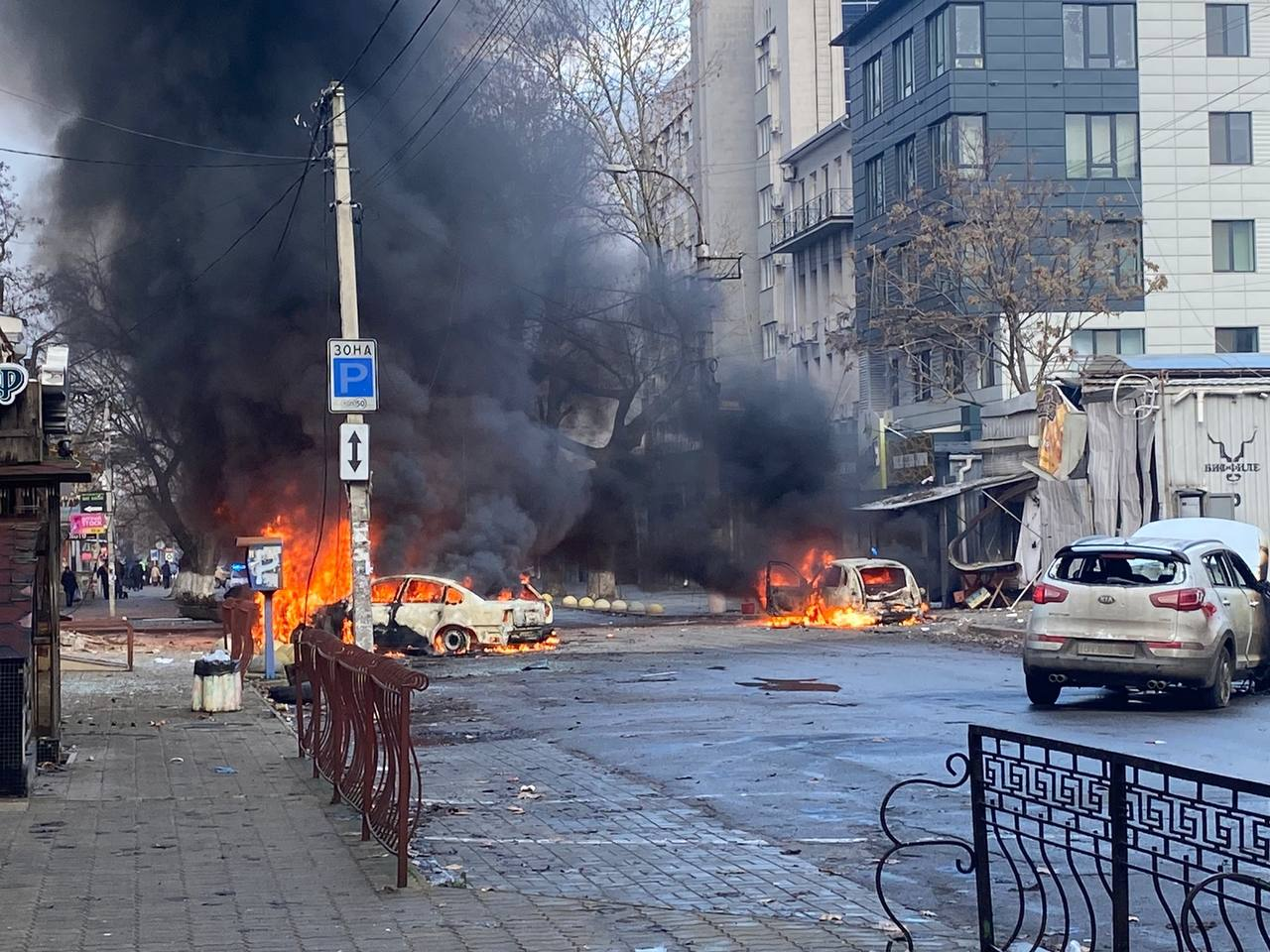
Skutki ostrzału Chersonia przez Rosjan.

Ukraiński SG podał, że siły rosyjskie koncentrowały się na atakach na kierunku Bachmutu, Awdijiwki i Łymanu oraz poprawie swojej pozycji taktycznej na kierunku Kupiańska. Ukraińcy odparli ataki w okolicy Stelmachiwki, Płoszczanki, Czerwonopopiwki w obwodzie ługańskim oraz Jakowliwki, Sołedaru, Bachmuckiego, Bachmutu, Kliszczejewki, Kurdiumiwki, Siewiernego, Krasnohoriwki, Wesełego, i Marjinki w obwodzie donieckim. W ciągu 24h Rosjanie przeprowadzili pięć ataków rakietowych i powietrznych oraz ok. 90 ostrzałów z systemów rakietowych. Ostrzelano również obszary wzdłuż linii frontu od obwodu sumskiego do chersońskiego. Ukraińskie lotnictwo dokonało czterech nalotów na miejsca koncentracji żołnierzy, z kolei artyleria zniszczyła cztery punkty kontrolne, trzy miejsca koncentracji i kompleks rakiet S-300. Według prezydenta Ukrainy i gubernatora regionu siły rosyjskie ostrzelały miasto Chersoń, wyniku czego zginęło 10 osób, a co najmniej 58 zostało rannych, w tym 18 ciężko. Prezydent Zełenski stwierdził, że ostrzelano obszary cywilne, na których znajdował się m.in. szpital regionalny, rynek i dom towarowy. Ostrzał przeprowadzono z systemu rakietowego BM-21 Grad.
Rosja i Białoruś prowadziły wspólne ćwiczenia wojskowe, które odbywały się w pobliżu granicy z Ukrainą; armia rosyjska rozmieściła tam trzy bataliony żołnierzy. W związku z tym siły ukraińskie rozważały dalsze zabezpieczanie północnej granicy. Doradca prezydenta Ukrainy Mychajło Podolak wezwał do „likwidacji” irańskich fabryk zbrojeniowych, które produkują i dostarczają drony i pociski do Rosji. Według ISW w ostatnich dniach zaobserwowano spowolnienie postępów sił rosyjskich w rejonie Bachmutu, co mogło świadczyć o chęci zainicjowania przez Rosjan pauzy operacyjnej. Ponadto ograniczona liczba żołnierzy i amunicji armii rosyjskiej prawdopodobnie nie pozwoli w najbliższej przyszłości utrzymać takiego samego tempa ataków w rejonie miasta. Tymczasem siły rosyjskie kontynuowały ograniczone kontrataki w celu odzyskania utraconych pozycji wzdłuż linii Swatowe–Kreminna oraz kontynuowały ataki wokół Bachmutu i Awdijiwki.

### 25 grudnia

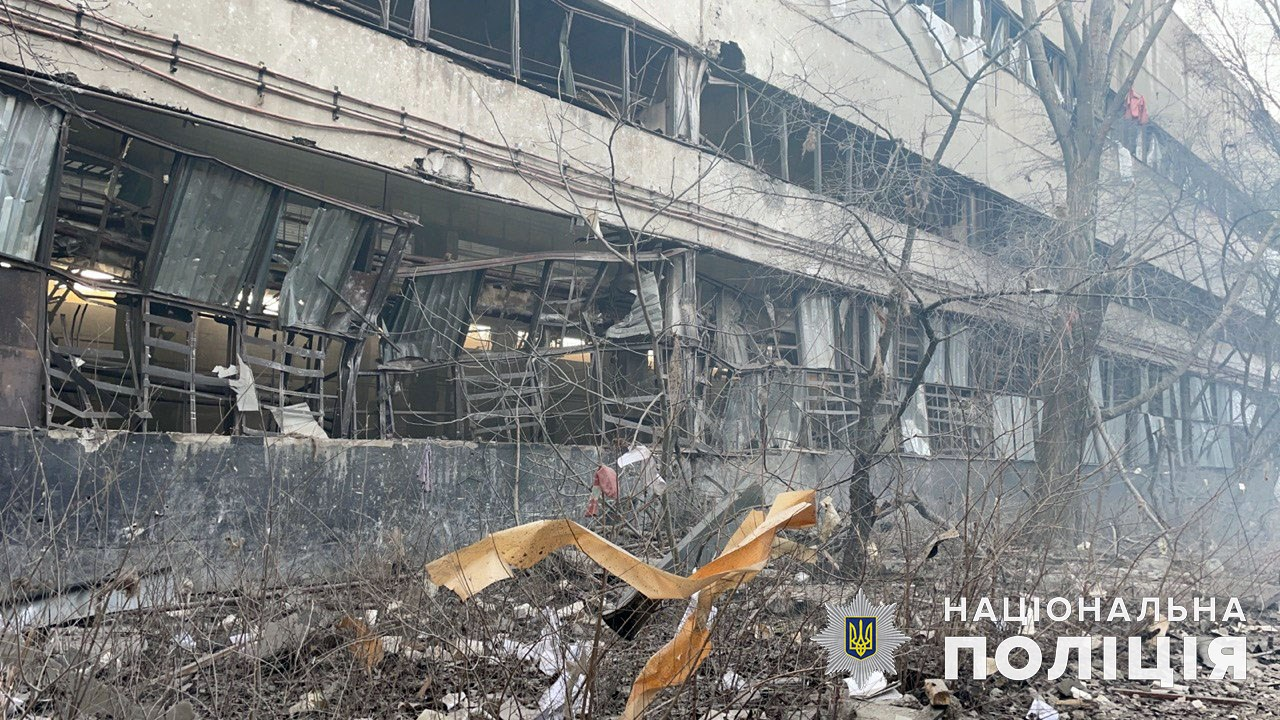
Zakład przemysłowy w Kramatorsku po rosyjskim ostrzale trzema rakietami S-300.

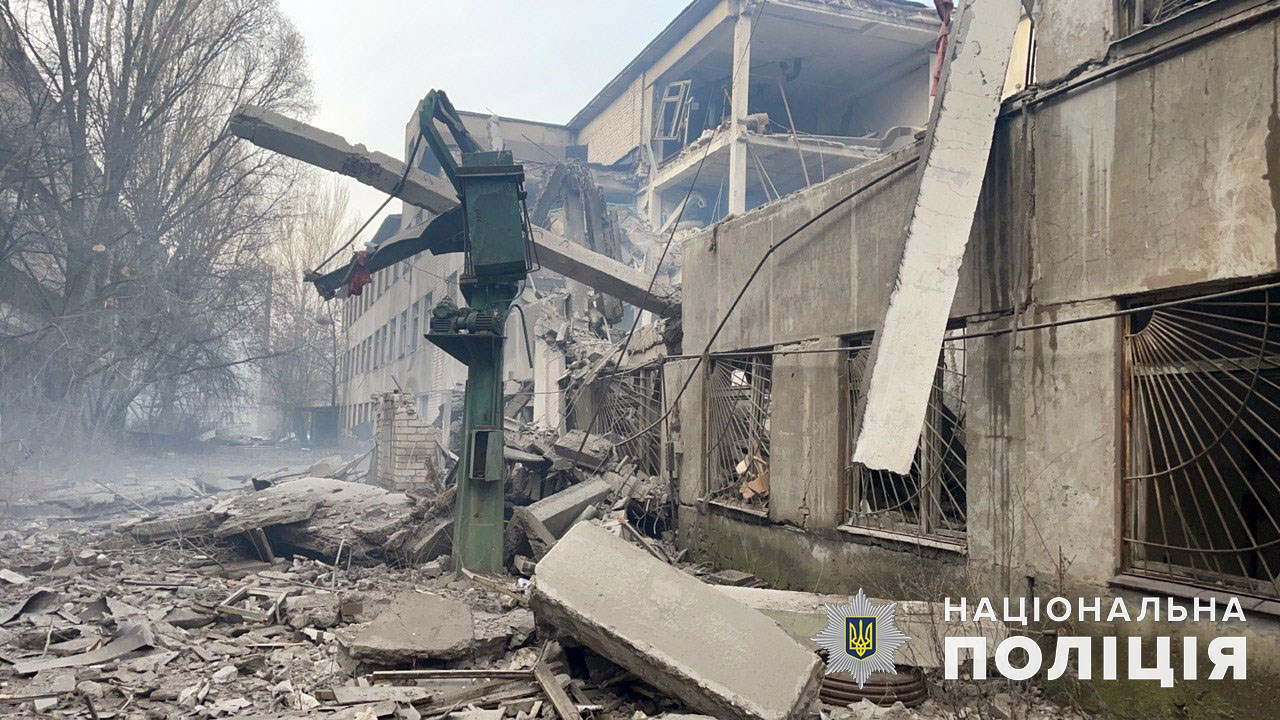
Zakład przemysłowy w Kramatorsku po rosyjskim ostrzale.

Według SG Ukrainy odparto ataki rosyjskie w okolicy Nowoselewskiego, Stelmachiwki, Płoszczanki, Newskiego i Czerwonpopiwki w obwodzie ługańskim oraz Wesełego, Jakowliwki, Sołedaru, Bachmutskego, Podgorodne, Bachmutu, Kurdiumiwki, Majorska, Wodiane, Krasnohoriwka i Marjinki w obwodzie donieckim. W ciągu ostatnich 24 Rosjanie przeprowadzili pięć ataków rakietowych, jeden nalot i ponad 40 ostrzałów z wyrzutni rakietowych. Na kierunku Zaporoża ostrzelano ponad 20 miejscowości, w tym Hulajpole, Czerwone, Stepowe, Mali Szczerbaki, Szczerbaki i Czariwne w obwodzie zaporoskim oraz Nikopol z obwodzie dniepropietrowskim. Trzy rosyjskie pociski trafiły także w zakład przemysłowy w Kramatorsku. Lotnictwo Ukrainy przeprowadziło zaatakowało pięć miejsc koncentracji wojsk i obronę przeciwlotniczą, z kolei artyleria ostrzelała 9 punktów kontrolnych i dwa miejsca koncentracji. Ukraińska prawda poinformowała, że siły ukraińskie ostrzelały rosyjską kwaterę główną w miejscowości Zabaryne w obwodzie chersońskim, gdzie odbywała się narada oficerów Południowego Okręgu Wojskowego. W wyniku ataku zostało rannych co najmniej 70 Rosjan. Według doradcy mera Mariupola Petro Andriuszczenki wojsko rosyjskie przerzucało duże ilości sprzętu z Rosji przez Mariupol w kierunku Berdiańska i Melitopola, który zostały uzupełniony przez sprzęt stacjonujący we wsi Ahrobaz. Dodatkowo w kierunku Berdiańska przerzucani byli żołnierze rosyjscy z Urzufu i terytorium Rosji.
Brytyjskie Ministerstwo Obrony podało, że od października br. siły rosyjskie były skoncentrowane głównie na budowie linii obronnych na wielu odcinkach frontu na Ukrainie, które polegały na ustanawianiu dodatkowych pól z minami przeciwpancernymi i przeciwpiechotnymi. W opinii Ministerstwa dla Rosjan dużym problemem był niedobór aktywów do obserwacji i personelu wojskowego zdolnego do efektywnego monitorowania dużych obszarów pól minowych.
Prezydent Putin stwierdził, że Rosja była gotowa do negocjacji, lecz Kijów i jego zachodni poplecznicy odmówili podjęcia rozmów. Później oświadczył w telewizji, że według ostatnich wydarzeń i według historii 99,9% jego obywateli „jest gotowych poświęcić wszystko dla Ojczyzny” i że „to po raz kolejny przekonało go, że Rosja jest wyjątkowym krajem i mieszkają tu wyjątkowi ludzie”.

### 26 grudnia

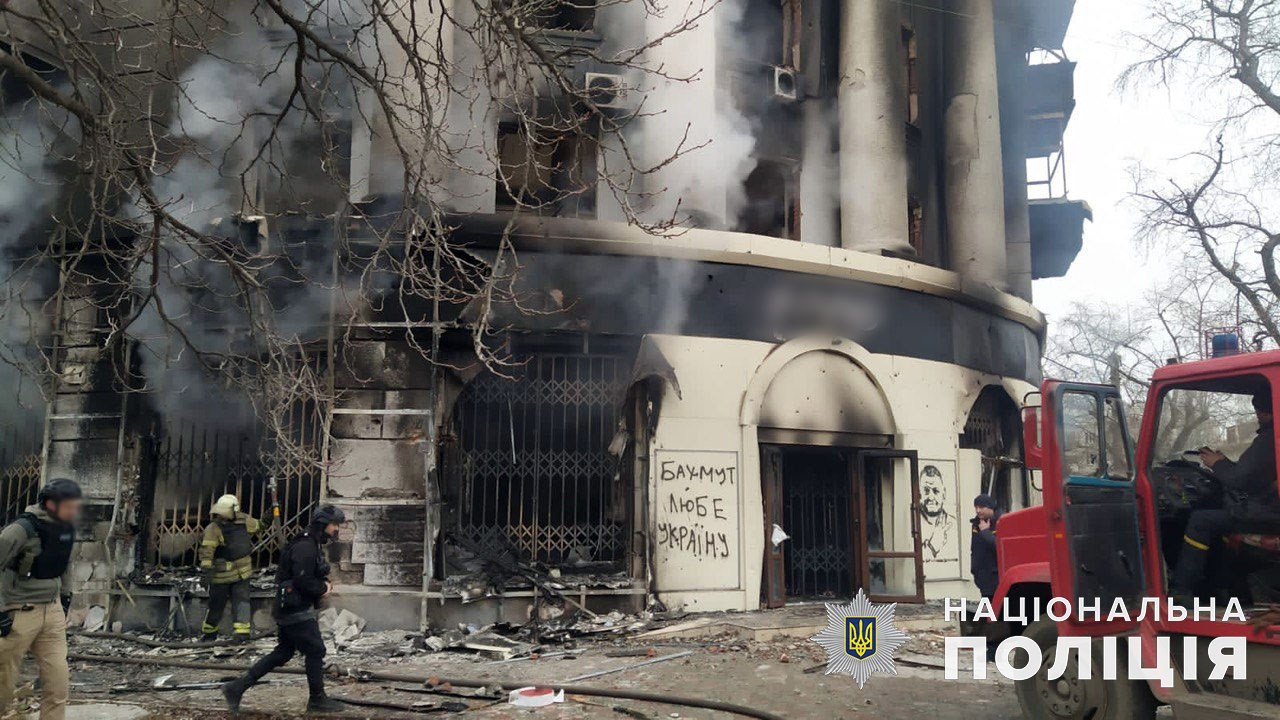
Budynek w mieście Bachmut po rosyjskim ostrzale.

Ukraiński Sztab poinformował o odparciu rosyjskich ataków w okolicy Stelmachiwki w obwodzie ługańskim oraz Diliwki, Krasnohoriwki, Wodiane, Wesełego, Marjinki i Pobiedy w obwodzie donieckim. W ciągu 24h Rosjanie przeprowadzili dwa ataki rakietowe i 44 ostrzały z systemów rakietowych, atakując infrastrukturę w obwodach sumskim, charkowskim, ługańskim, donieckim, zaporoskim, dniepropietrowskim i chersońskim. Obwód chersoński został ostrzelany ok. 40 razy (w tym Chersoń 11 razy) za pomocą artylerii, moździerzy i czołgów. Lotnictwo ukraińskie uderzyło w miejsce koncentracji żołnierzy i sprzętu, z kolei artyleria zaatakowała cztery punkty kontrolne i sześć miejsce koncentracji. SG potwierdził także, że 25 grudnia zaatakowano rosyjskie zgrupowanie w pobliżu Nowobilozerki w rejonie wasylowskim, w wyniku czego 100 żołnierzy zginęło lub zostało rannych, w tym 15 pracowników Federalnej Służby Bezpieczeństwa. Z kolei FSB poinformowało, że czterech ukraińskich sabotażystów zostało zabitych przez miny podczas nieudanej operacji transgranicznej w obwodzie briańskim. Ukraińcy mieli na sobie zimowe kamuflaże, niemiecką broń palną SIG Sauer, sprzęt nawigacyjny i cztery bomby.
W godzinach nocnych w bazie lotniczej Engels-2 doszło do eksplozji. Rosja stwierdziła, że zestrzeliła ukraiński dron w pobliżu bazy. Gubernator regionu Roman Busargin podał, że odnotowano żadnych szkód w „infrastrukturze cywilnej”. Trzy osoby ze „sztabu technicznego” zginęły od spadających odłamków drona. Według rosyjskiego Ministerstwa Obrony „ukraiński bezzałogowy statek powietrzny został zestrzelony na małej wysokości podczas zbliżania się do lotniska wojskowego Engels w obwodzie saratowskim”. Ukraińskie i rosyjskie źródła w mediach społecznościowych donosiły znacznie większych szkodach; jednak Reuters nie potwierdził tych doniesień. Po ataku siły powietrzne Rosji przeniosły ok. połowę swoich bombowców strategicznych na daleki wschód kraju, w wyniku czego przez krótki czas nie były dostępne do ostrzeliwania celów na Ukrainie.
Według brytyjskiego MON walki na Ukrainie koncentrowały się wokół Bachmutu, gdzie Rosjanie inicjowali częste ataki na małą skalę. W ciągu ostatnich 48h walki wokół miasta nie przyniosły znaczących zmian na linii frontu. W opinii ISW Putin próbował wprowadzić Zachód w błąd co do sytuacji na ukraińskim froncie, udając, że chce negocjacji oraz próbując manipulować zachodnimi państwami, aby te nakłoniły Ukrainę do rozmów pokojowych. Ukraiński wywiad poinformował, że rosyjski oficer związany z Grupą Wagnera został mianowany dowódcą Zachodniego Okręgu Wojskowego. Tymczasem siły rosyjskie i ukraińskie kontynuowały ataki wzdłuż linii Swatowe–Kreminna. Źródła ukraińskie podały, że wojska ukraińskie walczyły w pobliżu Kreminnej, z kolei źródła rosyjskie donosiły, że Rosjanie osiągnęli niewielkie zdobycze na północny wschód od Bachmutu. Siły rosyjskie kontynuowały także ataki na zachodnie obrzeża Doniecka. Ponadto Rosja kontynuowała wysiłki na rzecz konsolidacji kontroli nad zajętymi terytoriami Ukrainy poprzez manipulację procedurami obywatelskimi.

### 27 grudnia

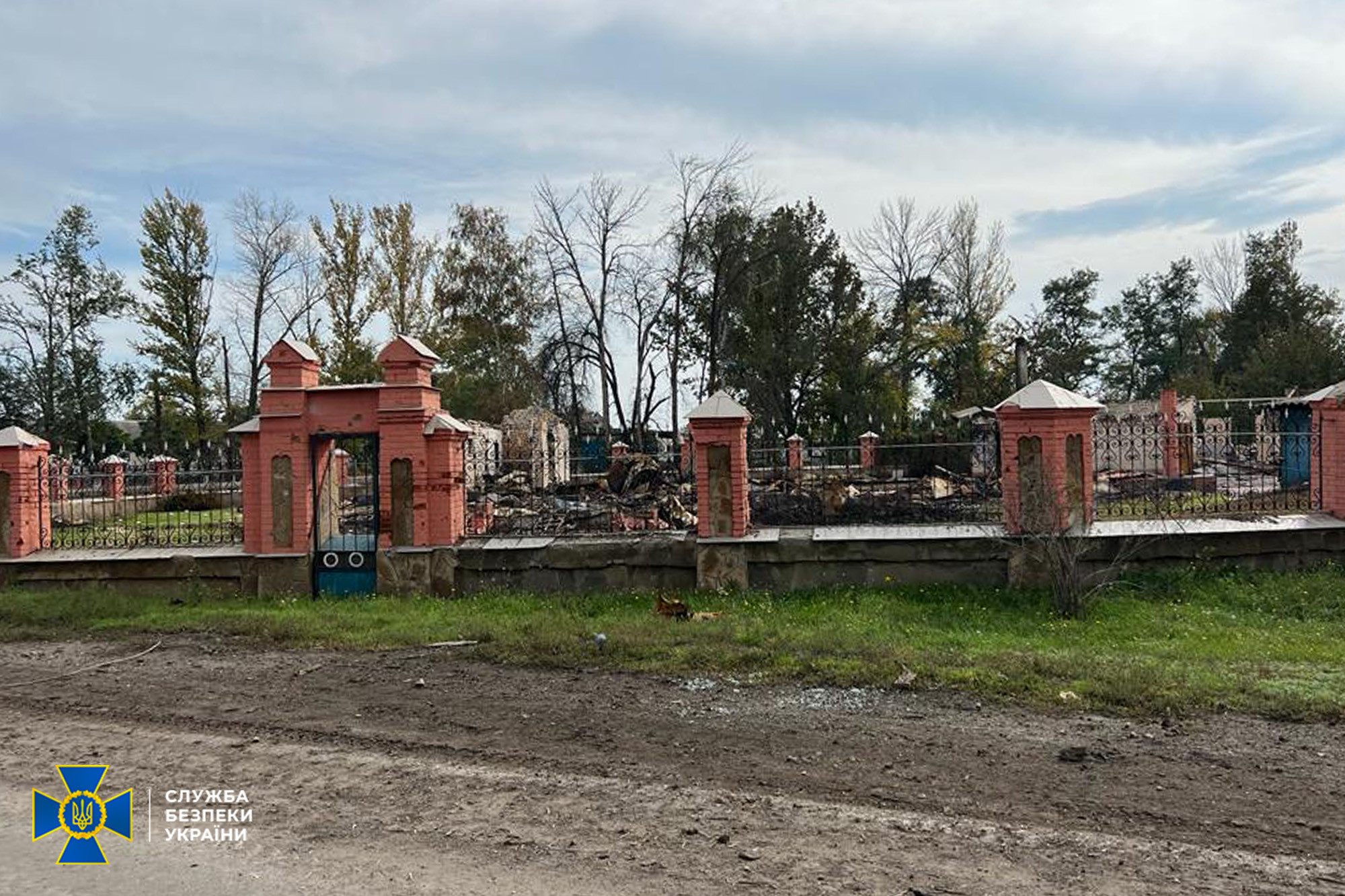
Ruiny kościoła św. Jana Ewangelisty (XVII-XIX w.), zniszczonego podczas rosyjskie inwazji na Ukrainę, we wsi Kuryliwka. Z drewnianego kościoła pozostał tylko dzwon. Został przekazany do Charkowskiego Muzeum Historycznego.

Według ukraińskich źródeł Ukraińcy zbliżali się do Kreminnej w obwodzie ługańskim. Według gubernatora Serhija Hajdaja rosyjscy żołnierze w niektórych częściach miasta zostali zmuszeni do wycofania się do sąsiedniego Rubiżnego. Według SG Ukrainy Rosjanie kontynuowali ataki na kierunkach Bachmutu i Awdijiwki oraz starali się poprawić swoją pozycję taktyczną na kierunku Łymanu. Siły ukraińskie odparły ataki w okolicy Płoszczanki i Czerwonopopiwki w obwodzie ługańskim oraz Spirnego, Jakowliwki, Sołedaru, Bakhmutskego, Podhorodnego, Bachmutu, Andrijiwki, Kliszczejewki, Awdijiwki, Wodiane, Marjnki, Pobiedy i Zołotej Niwy w obwodzie donieckim. W ciągu ostatniej doby armia rosyjska przeprowadziła jeden atak rakietowy i 33 ostrzały z wyrzutni rakietowych, atakując głównie obiekty cywilne w Chersoniu. Ukraińska artyleria ostrzelała punkt kontrolny, siedem miejsc koncentracji i dwa magazyny amunicji. Sztab poinformował także, że w wyniku ataku na rosyjskie pozycje w rejonie Czapłynki zginęło ok. 50 żołnierzy. Według gubernatora Olega Synegubowa „w obwodzie charkowskim było okupowanych 29 osad. To mniej niż 2% terytorium regionu”. Z kolei wiceszef ukraińskiego MSW Jewgienij Enin poinformował, że od początku inwazji Rosja uszkodziła za pomocą artylerii, lotnictwa i rakiet ok. 702 obiekty krytycznej infrastruktury, w tym stacje energetyczne, gazociągi i mosty.
Brytyjskie Ministerstwo Obrony podało, że siły rosyjskie zbudowały w pobliżu Kreminnej „nowe, rozległe linie obronne i prawdopodobnie będą traktować utrzymanie ich jako priorytet”, ponieważ obszar ten miał dla Rosji duże znaczenie logistyczne (jest to węzeł komunikacyjny, przez który przechodzą transporty broni i sprzętu dla wojsk w obwodzie donieckim). Gdy w październiku Ukraińcy przywrócili kontrolę nad Łymanem, Kreminna stała się dla Rosjan „wrażliwym” odcinkiem frontu. Według ISW siły rosyjskie, które próbowały zdobyć Bachmut, nie nacierają już tam siłami batalionowych grup taktycznych ani kompanii, ale oddziałami po 10-15 żołnierzy, co mogło świadczyć, że Rosjanie są wyczerpani i zbliżają się do kulminacyjnego momentu walk. Liczne źródła rosyjskie donosiły, że Ukraińcy z powodzeniem atakowali na kierunku Swatowe–Kreminna, m.in. zdobywając umocnioną pozycję Rosjan w pobliżu Czerwonopopiwki, ok. 5 km od Kreminnej. Siły ukraińskie prawdopodobnie wyzwoliły także Dworicznę, Nowomłyńsk i Tawilżankę w północno-wschodnim obwodzie charkowskim oraz Kołomiczechę w obwodzie ługańskim. Siły rosyjskie kontynuowały działania fortyfikacyjne na południowej Ukrainie.
OSW podał, że Rosjanie przełamali obronę ukraińską na północny wschód od Bachmutu i zaatakowali w kierunku linii kolejowej i drogi Bachmut–Siewiersk, który powstrzymano w okolicach Rozdoliwki. Trwały walki we wschodnim Bachmucie oraz na obrzeżach i na południe od niego, gdzie Ukraińcy odparli atak w kierunku Konstantynówki. Rosjanie przeszli do działań zaczepnych na kierunku Łymanu i podjęli kolejne nieudane ataki na zachód od Gorłówki oraz na północ i południowy zachód od Awdijiwki. Na zachód od Doniecka najcięższe walki toczyły się w Marjince. Siły rosyjskie atakowały także na północny wschód od Kupiańska oraz na granicy obwodów charkowskiego i ługańskiego. Wojska ukraińskie przeszły do obrony i próbowały kontratakować na południe od Wuhłedaru. Pod ostrzałem znalazł się m.in. Berysław, Nikopol i okolice oraz rejon Oczakowa. Artyleria rosyjska kontynuowała ataki na pozycje ukraińskie wzdłuż linii frontu oraz w rejonach przygranicznych. Rakiety spadły na Kramatorsk i obrzeża Zaporoża. Ukraińska artyleria atakowała głównie w Donbasie i obwodzie zaporoskim. 
Rosja zakazała sprzedaży ropy naftowej krajom z limitem cenowym, w tym G7, Unii Europejskiej i Australii. Prezydent Putin wydał dekret, że zakaz będzie obowiązywał od 1 lutego do 1 lipca 2023 roku oraz stwierdził, że zakaz sprzedaży osobom fizycznym może zostać zniesiony ze „szczególnych powodów”.

### 28 grudnia
Ukraiński SG podał, że Rosjanie atakowali na kierunku Bachmutu i Awdijiwki oraz próbowali poprawić swoją pozycję taktyczną na kierunku Łymanu. Ukraińcy odparli rosyjskie ataki w pobliży Stelmachiwki, Andrijiwki, Płoszczanki i Czerwonopopiwki w obwodzie ługańskim oraz Biłohoriwki, Sołedaru, Bachmuckiego, Podhorodnego, Bachmutu, Kliszczijewki, Kurdiumiwki, Awdijiwki, Krasnohoriwki, Marjinki i Pobiedy w obwodzie donieckim. W ciągu doby siły rosyjskie przeprowadziły siedem ataków rakietowych i 30 nalotów, w szczególności na infrastrukturę cywilną Konstantynówki  i Charkowa oraz 70 ostrzałów z wyrzutni rakietowych. Odnotowano także 70 uderzeń w obwodzie sumskim. Lotnictwo Ukrainy dokonało 17 nalotów na miejsca koncentracji wojsk i cztery stanowiska przecilotnicze; artyleria zniszczyła pięć punktów kontrolnych, trzy miejsca koncentracji i magazyn amunicji. Potwierdzono również, że 27 grudnia w Tokmaku, Tytowem, Czernihiwce, Połohach i Berdiańsku zostało rannych ok. 230 żołnierzy rosyjskich oraz zniszczono 3 jedn. sprzętu, stanowisko dowodzenia i ośrodek łączności. Ponadto nad ranem siły rosyjskie zaatakowały infrastrukturę energetyczną Charkowa, wykorzystując do tego celu 13 irańskich dronów Shahed 136, z czego 11 zostało zestrzelonych przez Ukraińców. Wieczorem ponownie doszło do masowego ataku z wykorzystaniem dronów; celem był m.in. Chersoń i Charków.
Szef Głównego Zarządu Wywiadu Ukrainy Kyryło Budanow stwierdził, że ani Ukraina, ani siły rosyjskie nie były w stanie posuwać się naprzód. Według rzecznika SZ Ukrainy Serhija Czerewatego najemnicy z rosyjskiej prywatnej firmy wojskowej i ochroniarskiej Patriot (powiązanej z Siergiejem Szojgu) zostali zauważeni w pobliżu Wuhłedaru w obwodzie donieckim. W opinii ISW rosyjska ofensywa na kierunku Bachmutu prawdopodobnie zbliżała się do kulminacji, a kolejnym priorytetowym kierunkiem działań sił rosyjskich  będzie prawdopodobnie obwód ługański, o czym świadczyło przerzucanie żołnierzy i sprzętu do tego regionu, budowanie umocnień i zmiany w dowództwie armii. Pod kontrolą Ukraińców był wówczas wąski pas terenu na zachodzie obwodu ługańskiego, a front ustabilizował się w pobliżu trasy Swatowe–Kreminna. Tymczasem Ukraińcy kontynuowali kontrofensywę w kierunku Kreminnej, z kolei siły rosyjskie kontynuowały kontrataki w celu odzyskania utraconych pozycji. Rosjanie kontynuowali także ataki wokół Bachmutu, Doniecka i w zachodnim obwodzie donieckim oraz kontynuowali działania obronne i rotacyjne w obwodach chersońskim i zaporoskim.

### 29 grudnia

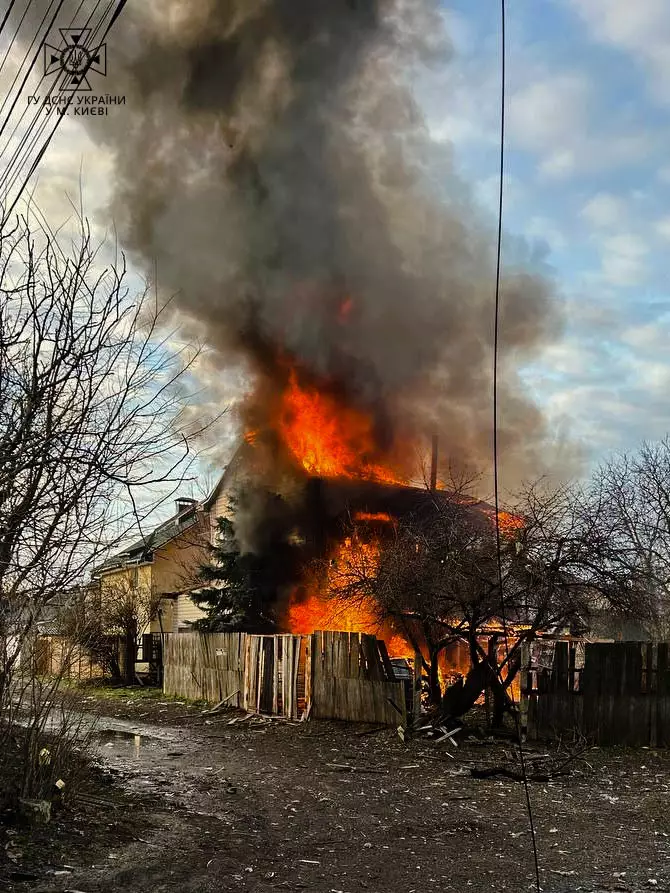
Dom w rejonie darnyckim w Kijowie, który zapalił się od pozostałości wystrzelonego pocisku podczas rosyjskiego ataku rakietowego.

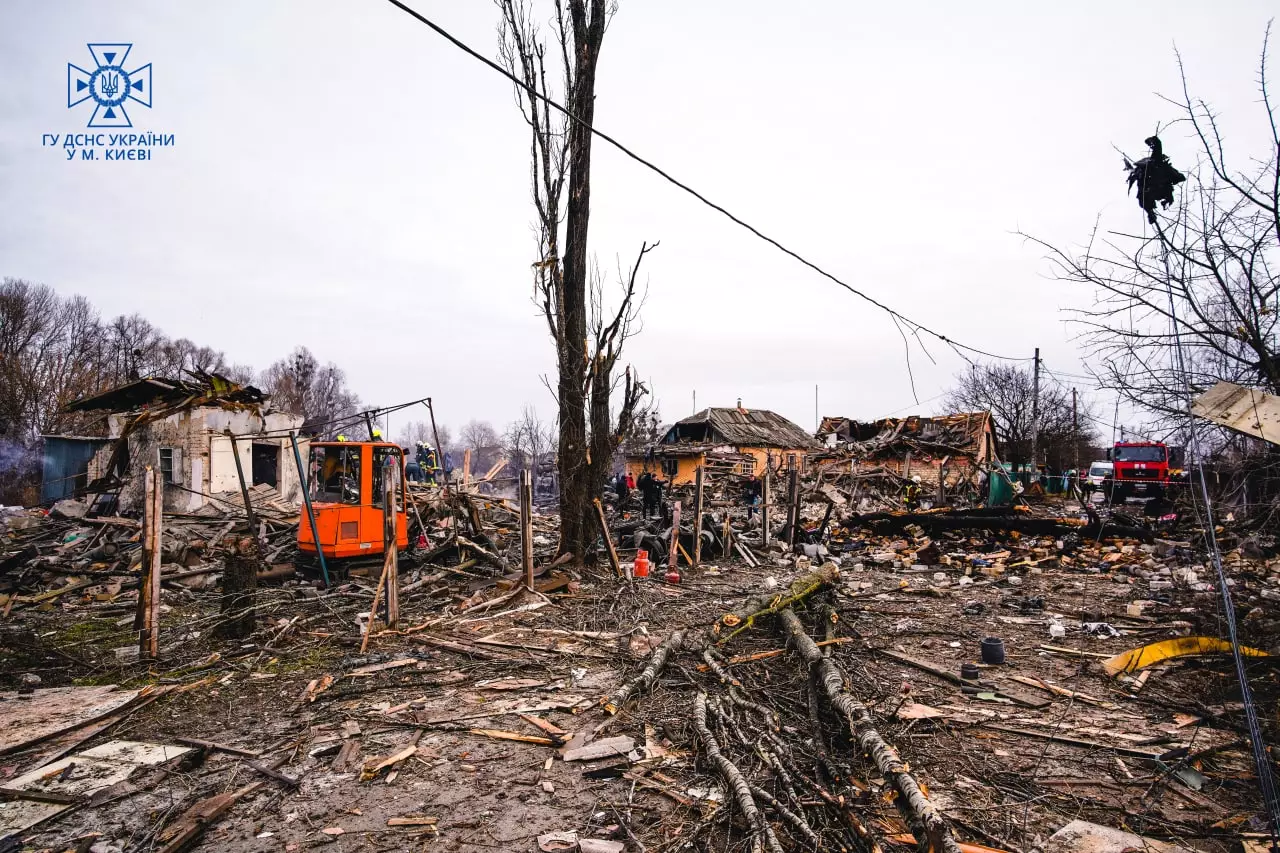
Zniszczenia w rejonie darnyckim w Kijowie w wyniku rosyjskiego ataku rakietowego.

Według źródeł ukraińskich w ciągu ostatnich siedmiu dni siły ukraińskie zdobyły tereny w pobliżu ważnego miasta Kreminna i tym samym zbliżyło się do niego. Według Sztabu Ukrainy siły rosyjskie atakowały na kierunku Bachmutu oraz próbowali poprawić swoją pozycję taktyczną na kierunku Łymanu 
i Kupiańska. Ukraińcy odparli ataki w okolicy Stelmachiwki i Biłohoriwki w obwodzie ługańskim oraz Sołedaru, Kliszczijewki, Kamjanki, Awdijiwki, Wesełego, Wodiane, Krasnohoriwki i Marjinki w obwodzie donieckim. W ciągu ostatnich 24h Rosjanie przeprowadzili 85 ataków rakietowych, 35 nalotów i 63 ostrzały z systemów rakietowych, atakując m.in. Chersoń i Zaporoże. Odnotowano także 51 uderzeń w obwodzie sumskim. Lotnictwo Ukrainy dokonało 12 nalotów na miejsca koncentracji wojsk oraz stanowisko przeciwlotnicze. Artyleria zniszczyła pięć punktów kontrolnych, pięć miejsc koncentracji i magazyn amunicji. Sztab podał także, że na kierunku Bachmutu doszło do 28 potyczek między siłami ukraińskimi i rosyjskimi, w wyniku czego zginęło 144 żołnierzy rosyjskich, a ponad 200 zostało rannych. Ponadto ukraińskie SZ zaatakowały rosyjskie pozycje w pobliżu Berdiańska, ok. 100 km za linią frontu, zabijając ok. 50 rosyjskich żołnierzy.
Ok. godziny 8:00 Rosja przeprowadziła kolejny zmasowany atak rakietowy na terytorium Ukrainy za pomocą dronów, pocisków manewrujących (Ch-101, Ch-555 i Kalibr) z okrętów i bombowców strategicznych oraz przeciwlotniczych rakiet S-300. Atakowano głównie obiekty infrastruktury krytycznej i cywilnej w Kijowie, Charkowie, Lwowie, Odessie i innych miastach. Ukraina podała, że obrona przeciwlotnicza zestrzeliła 54 z 69 pocisków i 11 z 24 dronów Shahed 136 (początkowo Mychajło Podolak i Ołeksij Arestowycz twierdzili, że na Ukrainę wystrzelono 100–120 rakiet). W wyniku ataku zginęły trzy osoby, a sześć zostało rannych. 90% Lwowa i 40% Kijowa było bez prądu. Ministerstwo Obrony Białorusi poinformowało, że na tereny wiejskie w obwodzie brzeskim spadły szczątki pocisku rakietowego S-300, który został zestrzelony przez system przeciwlotniczy kraju.
Gubernator obwodu saratowskiego Roman Busargin podał, że ukraiński dron został zestrzelony w pobliżu bazy lotniczej Engels-2; szczątki drona spowodowały jedynie niewielki uszkodzenia budynków mieszkalnych. W mediach społecznościowych pojawiły się niezweryfikowane doniesienia o alarmie przeciwlotniczym i eksplozji. 
Zastępca szefa Głównego Zarządu Operacyjnego SG Ukrainy generał Ołeksij Hromow stwierdził, że wzdłuż granic ukraińskich znajdowało się o połowę mniej żołnierzy rosyjskich niż na początku inwazji (45,5 tys.). Wówczas na Białorusi i obwodach briańskim i kurskim znajdowało się 22 tys. wojskowych i ponad 400 jedn. sprzętu. Dodał także, że sytuacja na granicy z Białorusią pozostawała stabilna.
Minister obrony Ben Wallace ogłosił, że w 2023 roku Wielka Brytania przeznaczy 2,3 mld funtów na pomoc dla Ukrainy, z czego część
będzie wsparciem niewojskowym i humanitarnym. Według ISW powtarzające się ukraińskie ataki na cele wojskowe na tyłach FR pokazały nieskuteczność rosyjskiej obrony przeciwlotniczej i zaostrzyły krytykę, że Rosja nie jest w stanie obronić własnego terytorium. Władze Rosji dalszym ciągu manipulowały rosyjskim prawem, aby na niejednoznacznych warunkach przyznawać państwu coraz szersze uprawnienia w celu wyeliminowania sprzeciwu wobec wojny na Ukrainie. Tymczasem Ukraińcy kontynuowali kontrofensywę pod Kreminną, podczas gdy siły rosyjskie prowadziły ograniczone kontrataki wzdłuż linii Swatowe–Kreminna. Rosjanie kontynuowali także ataki w rejonie Awdijiwki i okolicach Bachmutu oraz działania obronne w obwodzie chersońskim.

### 30 grudnia
SG poinformował, że wojsko rosyjskie kontynuowało ataki w kierunku Bachmutu i Łymanu oraz starało się poprawić pozycję taktyczną w rejonie Kupiańska i Awdijiwki. SZ Ukrainy odparły ataki w pobliżu Stelmachiwki, Newskiego, Czerwonopopiwki i Biłohoriwki w obwodzie ługańskim oraz w Sołedaru, Biłohoriwki, Bachmutskego, Podhorodnego, Bachmutu, Kliszczijewki, Nju-Jorka, Krasnohoriwki, Kamjanki, Awdijiwki i Marjinki w obwodzie donieckim. W ciągu ostatniej doby Rosjanie przeprowadził pięć ataków rakietowych, 29 nalotów (z czego 26 było wymierzone w infrastrukturę cywilną) oraz 80 ostrzałów z wyrzutni rakietowych. Rosjanie przeprowadzili także niemal 140 uderzeń na obwód sumski. Lotnictwo ukraińskie dokonało 10 uderzeń na miejsca koncentracji i trzy stanowiska przeciwlotnicze, natomiast artyleria zaatakowała punkt kontrolny, siedem miejsc koncentracji, pięć składów amunicji i dwie stacje radiolokacyjne. Sztab potwierdził także, że dzień wcześniej ok. 200 żołnierzy rosyjskich zginęło w rejonie Fiodorówki (rejon kachowski) w obwodzie chersońskiego. Z kolei w miejscowościach Połohy i Wełyka Biłozerka 115 żołnierzy zostało rannych oraz zniszczono pięć jedn. sprzętu, kompleks rakiet przeciwlotniczych i skład amunicji. Prezydent Wołodymyr Zełenski stwierdził, że armia utrzymywała swoje pozycje we wschodniej części Donbasu i dokonywała niewielkich postępów na niektórych odcinkach frontu.
Ukraińska armia podała, że o 2:00 Rosjanie zaatakowali Ukrainę za pomocą 16 dronów Shahed 131/136, które wystrzelono na Kijów i inne miasta. Mer Witalij Kłyczko poinformował, że zestrzelono siedem dronów w okolicach Kijowa. W wyniku ataku zginęły trzy osoby, a kilka zostało rannych (według strony ukraińskiej nie odnotowano ofiar). Aby pokonać system obrony przeciwlotniczej Ukrainy, Rosjanie próbowali wykorzystać kanał Dniepru.
Szef ukraińskiego wywiadu wojskowego generał Kyryło Budanow stwierdził, że ze względu na duże straty poniesione na Ukrainie władze Rosji podjęły decyzję, że nowa fala mobilizacji w Rosji rozpocznie się 5 stycznia 2023 roku. W opinii Budanowa „Rosjanie mieli ogromne problemy z kompletowaniem [składu osobowego] w istniejących oddziałach. Nie wystarczało im też ludzi do formowania nowych”. Według ukraińskich służb granicznych od czasu ogłoszenia stanu wojennego na Ukrainie prawie 12 tys. Ukraińców próbowało nielegalnie przekroczyć granicę do krajów zachodnich lub próbowało uniknąć poboru do wojska; 15 osób zginęło podczas próby przekroczenia granicy, a dwie zmarły z zimna. 
W ocenie ISW siły rosyjskie nasiliły użycie dronów w atakach na Ukrainę, co wskazywało, iż Rosja posiada więcej tych maszyn, z kolei zmalał jej arsenał pocisków precyzyjnych. Tymczasem siły rosyjskie kontynuowały kontrataki wzdłuż linii Swatowe–Kreminna oraz ataki w rejonie Awdijiwki i w Bachmucie, gdzie tempo rosyjskich ofensyw mogło ulec spowolnieniu w porównaniu z poprzednimi dniami. Rosyjskie źródła donosiły także o ataku rosyjskim w obwodzie zaporoskim. Z kolei Ukraińcy zaatakowali rosyjskie miejsca koncentracji w obwodzie ługańskim. Ponadto rosyjscy urzędnicy nadal dążyli do integracji zajętych terytoriów z FR.
Według OSW najcięższe walki toczyły się w okolicach Bachmutu, gdzie codziennie dochodziło tam do 20 rosyjskich ataków. Rosjanie podejmowali próby poszerzenia wyłomu na północny wschód od Bachmutu oraz wyparcia Ukraińców z północno-wschodnich obrzeży miasta. Dzień wcześniej wyprowadzili także atak oskrzydlający na południowy zachód od miasta, jednak zostali odparci w okolicach Iwaniwśke. Siły ukraińskie powstrzymywały ataki na północ i wschód od Siewierska, na północ i południe od Awdijiwki, na zachód od Doniecka oraz na granicy obwodów charkowskiego i ługańskiego. Ponadto generał Ołeksij Hromow podał, że w ciągu tygodnia siły ukraińskie przesunęły się do 2,5 km w kierunku Kreminnej. Artyleria rosyjska kontynuowała ataki na pozycje ukraińskie wzdłuż linii frontu oraz w rejonach przygranicznych. Pod ostrzałem znajdowały się Chersoń, Charków, Nikopol, Mikołajów i nadmorska część obwodu mikołajowskiego. Ukraińska artyleria i lotnictwo atakowały pozycje i zaplecze Rosjan w Donbasie i obwodzie zaporoskim.

### 31 grudnia

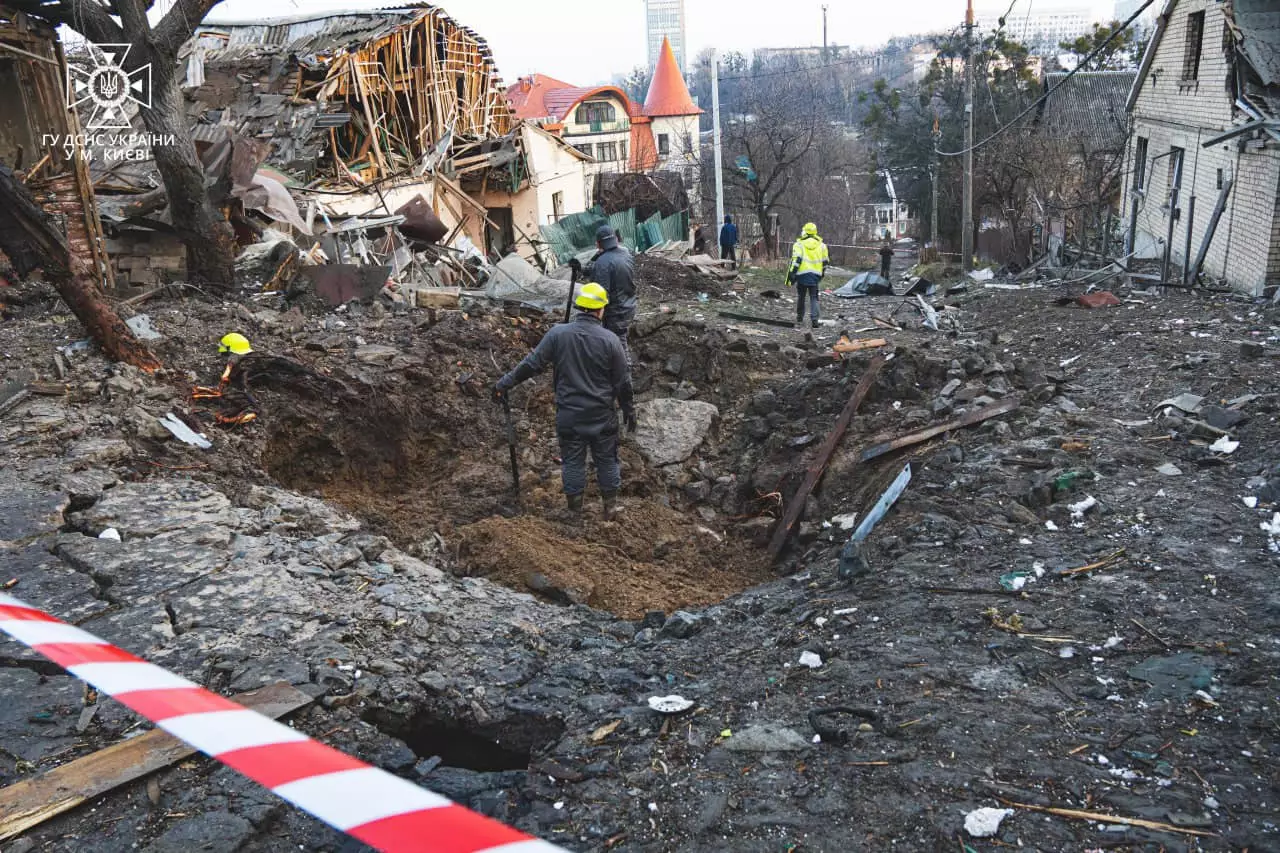
Zniszczenia w Kijowie po rosyjskim ataku rakietowym.

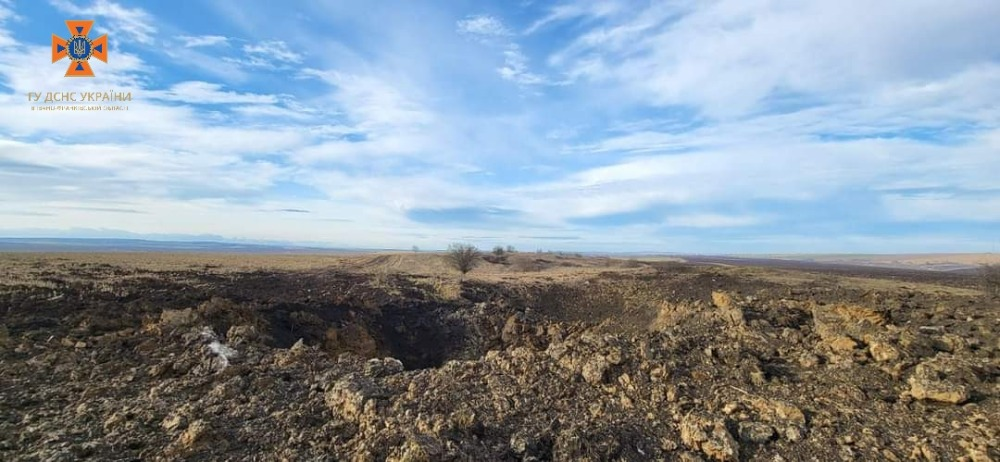
Krater po likwidacji pocisku, który uderzył w dom we wsi Gruszka podczas rosyjskiego ataku rakietowego.

Według Sztabu Ukrainy siły rosyjskie atakowały głównie na kierunku Bachmutu i Łymanu. Siły ukraińskie odparły ataki w pobliżu Stelmachiwki, Płoszczanki i Biłohorówki w obwodzie ługańskim oraz Sołedaru, Bakhmutskego, Bakhmutu, Marjinki i Pobiedy w obwodzie donieckim. W ciągu ostatnich 24h Rosjanie przeprowadzili 31 ataków rakietowych, 12 nalotów i ponad 70 ostrzałów na infrastrukturę cywilną w obwodach: czernihowskim, sumskim, kijowskim, chmielnickim, donieckim, zaporoskim, mikołajowskim i chersońskim; ostrzelano m.in. Chmielnicki (ponad 10 osób rannych) i Kramatorsk. Ukraińskie lotnictwo zaatakowało miejsce koncentracji żołnierzy i stanowisko przeciwlotnicze; artyleria uderzyła w punkt kontrolny, cztery miejsca koncentracji i punkt kontrolny dronów. Potwierdzono także, że 30 grudnia w obwodzie zaporoskim zginęło 160 żołnierzy rosyjskich oraz zniszczono 10 jedn. sprzętu
Rosja wystrzeliła ok. 20 pocisków manewrujących (Ch-101 z Tu-95 znad Morza Kaspijskiego i naziemnych systemów rakietowych) na Kijów oraz obwody winnicki, żytomierski, chmielnicki i mikołajowski. Dowódca SZ Ukrainy Wałerij Załużny stwierdził, że  ukraińska obrona przeciwlotnicza zestrzeliła 12 pocisków. Mer Kijowa Witalij Kłyczko poinformował o serii eksplozji infrastruktury, w których zginęła co najmniej jedna osoba, a 21 zostało rannych, w tym japoński dziennikarz Wataru Sekita. W Chmielnickim zginęła jedna osoba, a siedem zostało rannych. 10 osób zostało rannych także w Mikołajowie i Zaporożu. W kilku regionach Ukrainy wystąpiły przerwy w dostawie prądu.
W ocenie ISW Władimir Putin w noworocznym wystąpieniu nie przedstawił planów, w jaki sposób Rosjanie mają zamiar odwrócić niekorzystny dla nich przebieg wojny z Ukrainą i w jaki sposób Rosja będzie dążyć do osiągnięcia swych maksymalistycznych celów. Zdaniem ekspertów Putin nie był nastawiony na pokojowe rozwiązania i jedynie zwycięstwa Ukraińców na polu walki i wyzwolenie kolejnych terenów mogło go zmusić do zmiany stanowiska. Tymczasem siły rosyjskie kontynuowały ograniczone kontrataki, aby odzyskać utracone pozycje wzdłuż linii Swatowe–Kreminna oraz
kontynuowały ataki wokół Bachmutu i linii Awdijiwka–Donieck. Rosjanie kontynuowali także działania we wschodnim obwodzie zaporoskim i na południu kraju. Ponadto rosyjskie władze okupacyjne w dalszym ciągu intensyfikowały represje na zajętych terytoriach w odpowiedzi na działania ukraińskiej partyzantki.
Minister obrony Ukrainy Ołeksij Reznikow zwrócił się do rosyjskiej ludności w ośmiominutowym wystąpieniu wideo w języku rosyjskim, ostrzegając przed nową mobilizacją, ogłoszeniem stanu wojennego w Rosji i związanym z tym zamknięciem granic. Ponadto w ramach wymiany jeńców zwolniono ok. 220 jeńców wojennych, w tym 140 żołnierzy ukraińskich broniących Mariupola i Wyspy Wężowej.